# 西蒲原郡

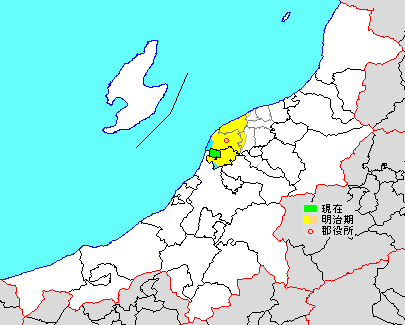
新潟県西蒲原郡の範囲（緑：弥彦村 水色：後に他郡から編入した区域）

西蒲原郡（にしかんばらぐん）は、新潟県の郡。
人口7,254人、面積25.17km²、人口密度288人/km²。（2025年5月1日、推計人口）
以下の1村を含む。
- 弥彦村（やひこむら）

## 郡域
1879年（明治12年）に行政区画として発足した当時の郡域は、上記1村のほか、以下の区域にあたる。
- 燕市の大部分（井土巻・野中才・五千石・大川津を除く）[1]
- 新潟市の一部
  - 西区
  - 西蒲区の大部分（間瀬を除く）[2]
  - 中央区（概ね関屋地区各町）
  - 南区の一部（中ノ口川以西）

## 歴史

### 郡発足までの沿革
- 「旧高旧領取調帳」に記載されている明治初年時点での、蒲原郡のうち後の本郡域の支配は以下の通り。●は寺社領、○は寺社除地[3]が存在。（2町357村）

| 知行         | 知行                         | 村数     | 村名 |
| ------------ | ---------------------------- | -------- | --- |
| 幕府領       | 幕府領（水原代官所）         | 70村     | 山口新田村、山口新田村受、熊谷村受、横戸村受、五野上村受、五野上村新田、卯八郎受、七ヶ村受、十二ヶ村受、桑山村受、富出村外新田受、旗屋村受、遠藤村受、大潟村古新田受、吉田新田、味方新田、吉江村、五十嵐浜村受、新通村古新田受、木場村受、内野村、坂井村、大野郷屋村、関屋村古新田、青山村新田、平島村、市左衛門郷屋村外新田、小針村古新田、寺尾村新田、須賀村、五十嵐浜村、曽和新田、兵左衛門新田、田島村、金巻新田、道河原村、清左衛門新田、田巻新田、小瀬村、藤野木村古料、藤野木村新料、中浜村、赤塚村、角田浜村、越前浜村、小見郷屋村、小見郷屋村受、松崎村外新田受、槙尾村受、善光寺村受、笠木村請、高山村受、丸潟新田、向島新田、築千坊新田、嘉礼木新田、坂井村受、玄的新田、貝柄新田、与兵衛野新田、熊潟新田、三角野新田、堀上新田、源八新田、国上村新田、新堀村新田、中島村新田、牧ヶ花村新田、佐善村新田、佐善村弥七受、溝村新田、溝古新村新田  |
| 幕府領       | 幕府領（新発田藩預地）       | 2村      | 新飯田潟上新田、新飯田潟下新田 |
| 幕府領       | 旗本領（溝口双渓）           | 1村      | 金巻村 |
| 藩領         | 越後長岡藩                   | 77村     | 遠藤村、横戸村、熊谷村、五野上村、中権寺村、泉村（現：新潟市）、四ツ郷屋村、山崎村古新田、稲島村、布目村、仁箇村、西汰上村、東汰上村、槙島村、川崎郷屋村、勘助郷屋村、大谷外新田、尺子木村、矢島村古新田、○押付村、籏屋村、松崎村外新田、曽根村、富出村外新田、升潟村、大潟村古新田、大関村古新田、善光寺村、桑山村、明田村、保古野木村、前野外新田、中野小屋村、大友村、笠木村、高山村、高山村外新田、槙尾村、新通村古新田、巻村、天竺堂村、真田村、中郷屋村、葉萱場車場村、割前村、赤鏥村、河井村、柿島村、山島村新田、漆山村、古志田村新田、寺潟村新田、下郷屋村、下和納村、本町村、並木村、槙岡村外新田、高木村古新田、粟生津村、上河原村外新田、喜津村外新田、下粟生津村、太田村（現：燕市吉田西太田）、中野村（現：燕市）、治田新田、法花堂村、野沖村古新田、大島村、吉田村、本所村、宮小路村、富永村、米納津村、雀森村、佐渡山村、小島村、角海浜村 |
| 藩領         | 越後村上藩                   | 2町 60村 | 味方村、白根村、小新村、亀貝村、黒鳥村、木場村、北場村、板井村、西萱場村、大別当村、針ヶ曽根村、三ツ門新村、長島村（現：新潟市南区東長嶋）、釣寄新村、木滑村、上大原村、下大原村、番屋村、茨島村、井随村、地蔵堂町、溝古新村、新堀村、泉新村、牧ヶ花村、溝村、佐善村、渡部村、中島村、●○国上村、大武新田、花見新田村、柳山村、杉名村、杉柳村、八王寺村、田中新村、三王淵村、燕町、小関村、蔵関村、大関村、小牧村、中川村、次新村、上児木村、下児木村、潟浦新村、長場村、六分村、船越村（現：新潟市西蒲区東船越）、高野宮村、中村（現：新潟市西蒲区東中）、小中川村、小古津新村、勘新村、道上村ノ内、長渡村、長池新村、今井村、国見村、大曽根村 |
| 藩領         | 越後三根山藩                 | 40村     | 竹野町村、前田村、羽田村、上和納村、安尻村、潟頭村、馬堀村、中野村（現：新潟市）、津雲田村、高橋村、富岡村、桜林村、原村、舟戸村、鷲ノ木村、伏部村、松郷屋村、上木島村、下木島村、田子島村、新谷村、尻引村、横曽根村、長島村（現：新潟市西蒲区西長島）、潟上村、北野村、高畑村、梅田村、油島村、船越村（現：新潟市西蒲区西船越）、中村（現：新潟市西蒲区西中）、夏井村、南谷内村、橋本村、久保田村、猿ヶ瀬村、鴻巣村、平野村（現：新潟市西蒲区平野）、五ヶ浜村、福井村 |
| 藩領         | 陸奥会津藩                   | 36村     | 水沢新田村、水沢新田村受、嵐潟新田、谷内新田村、北山新田村、木戸新田村、丸山新田村、藤蔵新田、坂田新田村、大原新田村、新保新田村、松山新田村、中島新田村、鱸郷屋村、兵右衛門新田、浦村新田村、升岡新田、堀山新田村、植野新田村、西槙新田村、平沢村、樋曽村、玉幸新田、麓村新田、棚橋新田、半間新田、渡辺新田、矢作村、荻野村、田中新田、境江村、花見村、与五左衛門新田、庚塚新田村、永野新田村、平岡新田村 |
| 藩領         | 上野高崎藩                   | 32村     | 釣寄村、月潟村、岩室村、麓村、笈ヶ島村、熊森村、関崎村、灰方村、杣木村、小高村、佐渡村、太田村（現：燕市東太田）、大曲村、四ツ屋村、門田村、大船渡村、日出潟十三ヶ村受、二階堂村、又新村、市左衛門受、真木村、羽黒村、河間村、福島村、姥島村、長所村、館野村、館野池村、牧ヶ島村、大嘉新村、打越村、道上村 |
| 藩領         | 越後与板藩                   | 19村     | 石瀬村、山崎村、泉村（現：弥彦村）、金池原新田、走出村、観音寺村、村山村、山岸村、井田村、中山村、エビ穴村、平野村（現：弥彦村）、浜首村、川崎村、松岡新田村、桜町村、野本新田村、平井新田村、松橋村 |
| 藩領         | 越後新発田藩                 | 9村      | 大倉興野村、大倉新田、山王興野村、山王新田、鳥原村、鳥原新田、立仏村、上曲通村、下曲通村 |
| 藩領         | 伊勢桑名藩                   | 4村      | 砂子塚村、横田村、小池村、道金村 |
| 藩領         | 長岡藩・会津藩               | 2村      | 富永十兵衛新田、大保村新田 |
| 藩領         | 長岡藩・三根山藩             | 1村      | 下山村 |
| 藩領         | 会津藩・与板藩               | 1村      | 大戸村 |
| 幕府領・藩領 | 幕府領（水原代官所）・長岡藩 | 2村      | 横山村外新田、松野尾村 |
| その他       | 寺社領                       | 1村      | 弥彦村 |

- 慶応4年 
  - 4月19日（1868年5月11日） - 幕府領・旗本領が新潟裁判所の管轄となる。
  - 閏4月29日（1868年6月19日） - 戊辰戦争で新政府軍が桑名藩の陣屋がある刈羽郡柏崎を制圧。
  - 5月23日（1868年7月12日）  - 幕府領・旗本領・桑名藩領が越後府（第1次）の管轄となる。
- 明治元年 
  - 9月21日（1868年11月5日） - 越後府（第1次）が改称して新潟府となる。
  - 9月22日（1868年11月6日） - 会津戦争で会津藩が新政府軍に降伏して領地を没収され、領地が越後府の管轄となる。
- 明治2年 
  - 2月8日（1869年3月20日） - 越後府（第2次）の管轄となる。
  - 7月27日（1869年9月3日） - 水原県の管轄となる。
- 明治3年
  - 3月7日（1870年4月7日） - 新潟県（第2次）の管轄となる。
  - 7月 - 越後国内で大規模な領地替えが行われ、高崎藩領・三根山藩領・与板藩領を除く全域が新潟県の管轄となる。ただし、三根山藩領のうち3村（平野村・五ヶ浜村・福井村）は新潟県の管轄となった。
  - 10月29日（1870年11月22日） - 三根山藩が改称して峰岡藩となる。
- 明治4年
  - 7月14日（1871年8月29日） - 廃藩置県により藩領が高崎県、峰岡県、与板県となる。
  - 11月20日（1871年12月31日） - 第1次府県統合により全域が新潟県（第2次）の管轄となる。
  - 廃藩置県にともない、峰岡藩の家臣居住区に峰岡村が起立。（2町358村）
- 明治初年 - 松崎村外新田が松崎村に改称。
- 明治8年（1875年） - 大谷外新田が稲島村に合併。（2町357村）
- 明治9年（1876年） - 五野上村新田が五野上村に、市左衛門受が又新村にそれぞれ合併。（2町355村）
- 明治10年（1877年）（2町348村）
  - 藤野木村古料・藤野木村新料が合併して藤野木村となる。
  - 大倉興野村・大倉新田・山王興野村・山王新田が中蒲原郡松橋村の一部（枝郷居宿）と合併して天麟村となる。
  - 笠木村請が笠木村に、尺子木村が川崎郷屋村に、日出潟十三ヶ村受が三王淵村・小牧村・中川村・次新村・小中川村・小古津新村・勘新村・四ツ屋村・大船渡村・二階堂村・又新村・真木村・道上村にそれぞれ合併。

### 郡発足以降の沿革
- 明治12年（1879年）（2町355村）
  - 4月9日 - 郡区町村編制法の新潟県での施行により、新潟県蒲原郡のうち2町348村に行政区画としての西蒲原郡が発足。郡役所を巻村に設置。
  - 三島郡真木山村の所属郡が本郡に変更。
  - 天麟村が山王村・山王新田・大倉村・大倉新田・居宿村に分村。
  - 木場村・黒鳥村の境界付近の集落より小平方分が起立。
  - 鳥原村の一部より寺地村が起立。
  - 小見郷屋村受が碇下新田に改称。
  - 2ヶ所ずつ存在した泉村、太田村、中野村、長島村、船越村、中村が下泉村（現：新潟市）、上泉村（現：弥彦村）、西太田村（現：燕市吉田西太田）、東太田村（現：燕市東太田）、下中野村（現：燕市）、上中野村（現：新潟市）、東長島村（現：新潟市南区東長嶋）、西長島村（現：新潟市西蒲区西長島）、東船越村（現：新潟市西蒲区東船越）、西船越村（現：新潟市西蒲区西船越）、東中村（現：新潟市西蒲区東中）、西中村（現：新潟市西蒲区西中）にそれぞれ改称。
- 明治13年（1880年） - 富出村外新田が曽根村に合併。（2町354村）
- 明治15年（1882年） - 花見新田村の一部が花見村に、道上村ノ内が道上村にそれぞれ合併。（2町353村）
- 明治16年（1883年）
  - 上河原村外新田が上河原村に、横山村外新田が横山村にそれぞれ改称。
  - 花見新田村が花見村に合併。（2町352村）
- 明治17年（1884年） - 嵐潟新田が水沢新田村に合併。（2町351村）
- 明治18年（1885年） - 横山村が仁箇村に、味方新田が味方村にそれぞれ合併。（2町349村）
- 明治19年（1886年）（2町335村）
  - 兵左衛門新田・清左衛門新田・田巻新田・碇下新田が合併して早潟村となる。
  - 高山村外新田・新通村古新田が合併して新通村となる。
  - 国上村新田が国上村に、中島村新田が中島村に、喜津村外新田が下粟生津村に、大島村が吉田村に、梅田村が高畑村に、水沢新田村受が水沢新田村に、玉幸新田が上泉村に、半間新田が矢作村に、渡辺新田が大戸村に、与五左衛門新田が花見村にそれぞれ合併。
- 明治20年（1887年） - 治田新田が下中野村に合併。（2町334村）

### 町村制以降の沿革
- 明治22年（1889年）4月1日 - 町村制の施行により以下の町村が発足。特記以外は現・新潟市。（2町77村）

- 上坂井輪村 ← 坂井村、須賀村、大野郷屋村
- 下坂井輪村 ← 小針村古新田、市左衛門郷屋村外新田、平島村、寺尾村新田、青山村新田
- 新貝村 ← 小新村、亀貝村
- 新通村 ← 笠木村、高山村、槙尾村、築千坊新田、五十嵐浜村受、丸潟新田、槙尾村受、高山村受、向島新田、新通村、玄的新田、坂井村受、嘉礼木新田、新通村古新田受
- 内野村（単独村制）
- 五十嵐浜村 ← 五十嵐浜村、中浜村、中権寺村
- 赤塚村 ← 山崎村古新田、赤塚村、藤蔵新田、坂田新田村
- 木山村 ← 四ツ郷屋村、丸山新田村、北山新田村、木戸新田村、谷内新田村
- 角田浜村（単独村制）
- 越前浜村（単独村制）
- 松野尾村 ← 松野尾村、松山新田村、新保新田村、大原新田村
- 竹野町村 ← 前田村、竹野町村
- 仁ヶ村 ← 仁箇村、布目村
- 福木岡村 ← 松郷屋村、舟戸村、平沢村、下木島村、上木島村、鷲ノ木村、福井村、峰岡村
- 稲島村 ← 稲島村、伏部村
- 五ヶ浜村（単独村制）
- 角海浜村（単独村制）
- 岩室村 ← 岩室村、橋本村、尻引村、田子島村、樋曽村
- 石瀬村 ← 石瀬村、金池原新田
- 船越村 ← 久保田村、南谷内村、猿ヶ瀬村、夏井村、北野村、西中村、高畑村、西船越村、油島村、新谷村、横曽根村、西長島村、潟上村、植野新田村
- 弥彦村 ← 上泉村、弥彦村、走出村、井田村、山岸村（現存）
- 桜井郷村 ← 観音寺村、村山村、麓村、境江村、麓村新田（現：弥彦村）
- 矢作村 ← 大戸村、川崎村、田中新田、荻野村、エビ穴村、平野村、山崎村、中山村（現：弥彦村）、矢作村（現：弥彦村、燕市）、浜首村（現：燕市）
- 四箇村 ← 牧ヶ花村、佐善村、溝村、溝古新村、牧ヶ花村新田、佐善村新田、佐善村弥七受、棚橋新田、溝村新田、溝古新村新田（現：燕市）
- 国上村 ← 国上村、渡部村、真木山村（現：燕市）
- 中島村 ← 中島村、源八新田、泉新村、新堀村、新堀村新田（現：燕市）
- 地蔵堂町 ← 地蔵堂町、大武新田（現：燕市）
- 粟生津村 ← 粟生津村、高木村古新田、野本新田村、下粟生津村、平井新田村、上河原村、田中新村（現：燕市）
- 吉田村 ← 吉田村、松岡新田村、野沖村古新田、本所村、宮小路村（現：燕市）
- 鴻ノ巣村 ← 鴻巣村、本町村（現：燕市）、原村（現：新潟市）
- 米納津村 ← 富永村、富永十兵衛新田、米納津村、大保村新田、庚塚新田村、雀森村、小島村（現：燕市）
- 佐渡山村 ← 佐渡山村、西槙新田村（現：燕市）、槙岡村外新田、並木村（現：新潟市）
- 漆山村 ← 漆山村、古志田村新田、寺潟村新田、下郷屋村
- 潟南村 ← 赤鏥村、潟頭村、河井村、柿島村、山島村新田
- 馬堀村 ← 馬堀村、上中野村、桜林村
- 和納村 ← 高橋村、富岡村、上和納村、下和納村、津雲田村、安尻村
- 巻村 ← 巻村、堀山新田村、大潟田潟植出場［字鎧潟］
- 鎧郷村 ← 割前村、葉萱場車場村、中郷屋村、真田村、天竺堂村、東汰上村、槙島村、押付村、矢島村古新田
- 西川村 ← 羽田村、西汰上村、中島新田村、川崎郷屋村、下山村、平野村、鱸郷屋村
- 曽根村 ← 曽根村、善光寺村、桑山村、善光寺村受、籏屋村、松崎村
- 升潟村 ← 升潟村、兵右衛門新田、大潟村古新田、浦村新田村、大関村古新田、升岡新田、貝柄新田、三角野新田、堀上新田、与兵衛野新田、熊潟新田
- 中野小屋村 ← 明田村、保古野木村、前野外新田、中野小屋村、大友村、大潟田潟植出場［字田潟］
- 河西村 ← 藤野木村、小瀬村、道河原村、金巻新田、田島村、下泉村、曽和新田、早潟村、勘助郷屋村、小見郷屋村
- 金巻村（単独村制）
- 木場村 ← 木場村、木場村受、大潟田潟植出場［字大潟］
- 黒鳥村 ← 北場村、黒鳥村
- 鳥原村 ← 鳥原新田、小平方分、鳥原村、寺地村、立仏村
- 板井村（単独村制）
- 味方村（単独村制）
- 七穂村 ← 吉江村、吉田新田、山王村、山王新田、大倉村、大倉新田、居宿村
- 白根村（単独村制）
- 横戸村 ← 遠藤村、横戸村、水沢新田村、横戸村受
- 井随村（単独村制）
- 島方村 ← 山口新田村、熊谷村、山口新田村受、熊谷村受
- 五之上村 ← 五野上村、五野上村受、遠藤村受、大潟村古新田受、富出村外新田受、松崎村外新田受、旗屋村受、桑山村受、卯八郎受
- 共和村 ← 番屋村、茨島村、上大原村、下大原村
- 潟前村 ← 国見村、今井村、大曽根村、新飯田潟上新田、新飯田潟下新田
- 秋津村 ← 大別当村、月潟村、西萱場村
- 曲通村 ← 上曲通村、下曲通村
- 中合村 ← 東長島村、釣寄村、釣寄新村、木滑村
- 道上村 ← 道上村、福島村、河間村
- 打越村 ← 打越村、牧ヶ島村
- 三針村 ← 針ヶ曽根村、三ツ門新村
- 加奈居村 ← 真木村、羽黒村、姥島村
- 松長村 ← 長所村、長池新村、館野池村、大嘉新村、平岡新田村、館野村、松橋村、永野新田村、長渡村（現：燕市）
- 小中川郷村 ← 又新村、二階堂村、勘新村、小古津新村、小中川村、大船渡村（現：燕市）
- 川前村 ← 中川村、小牧村、四ツ屋村、上児木村、下児木村、次新村（現：燕市）
- 三方崎村 ← 灰方村、三王淵村、関崎村（現：燕市）
- 小吉村 ← 長場村、潟浦新村、高野宮村、東中村、六分村、門田村、東船越村
- 太花野村 ← 法花堂村、下中野村、花見村、桜町村、西太田村（現：燕市）
- 東太田村（単独村制、現・燕市）
- 小高村 ← 小高村、佐渡村（現：燕市）
- 杣木村（単独村制、現・燕市）
- 燕町（単独町制、現・燕市）
- 小池村 ← 柳山村、杉名村、杉柳村、道金村、八王寺村、小池村（現：燕市）
- 大関村 ← 大関村、小関村、蔵関村、大曲村（現：燕市）
- 横田村（単独村制、現・燕市）
- 熊森村（単独村制、現・燕市）
- 笈砂村 ← 砂子塚村、笈ヶ島村（現：燕市）
- 関屋村古新田が新潟区とともに新潟市となり、郡より離脱。

- 明治24年（1891年）4月10日 - 巻村が町制施行して巻町となる。（3町76村）
- 明治29年（1896年）4月1日 - 三島郡間瀬村の所属郡が本郡に変更。（3町77村）
- 明治30年（1897年）1月1日 - 新潟県で郡制を施行。
- 明治34年（1901年）11月1日 - 下記の町村の統合が行われる。いずれも新設合併。（3町34村）

- 坂井輪村 ← 上坂井輪村、下坂井輪村、新貝村、新通村［新通・新通受・高山受・槇尾受・五十嵐受・坂井受・丸潟・向島・築千坊・嘉礼木・玄的］
- 中野小屋村 ← 中野小屋村、河西村、新通村［笠木・高山・槇尾］
- 内野村 ← 内野村、五十嵐浜村［五十嵐浜・中浜］
- 赤塚村 ← 赤塚村、木山村［丸山新田・北山新田・木戸新田・谷内新田］、五十嵐浜村［中権寺］
- 角田村 ← 角田浜村、越前浜村、木山村［四ツ郷屋］
- 太田村 ← 東太田村、杣木村、小高村、太花野村［桜町・花見］
- 吉田村 ← 吉田村、太花野村［西太田・治田新田・下中野・法花堂］、鴻ノ巣村［鴻ノ巣］
- 和納村 ← 和納村、鴻ノ巣村［本町・原］
- 小池村 ← 小池村、大関村
- 小中川村 ← 川前村、小中川郷村、三方崎村
- 松長村 ← 松長村、加奈居村
- 岩室村 ← 岩室村、石瀬村、船越村
- 弥彦村 ← 弥彦村、桜井郷村、矢作村
- 島上村 ← 笈砂村、横田村、熊森村
- 国上村 ← 国上村、中島村、四箇村
- 米納津村 ← 米納津村、佐渡山村［佐渡山・西槇新田］
- 漆山村 ← 漆山村、潟南村、馬堀村、佐渡山村［並木・槇岡村外新田］
- 峰岡村 ← 福木岡村、竹野町村、仁ヶ村、稲島村
- 浦浜村 ← 五ヶ浜村、角海浜村
- 鎧郷村 ← 鎧郷村、西川村
- 黒埼村 ← 金巻村、板井村、黒鳥村、木場村、鳥原村
- 味方村 ← 味方村、白根村、七穂村
- 四ツ合村 ← 井随村、島方村、横戸村、五之上村
- 大原村 ← 共和村、潟前村
- 小吉村 ← 小吉村、三針村［針ケ曽根］
- 道上村 ← 道上村、打越村、三針村［三ツ門］

- 明治39年（1906年）4月1日 - 秋津村・曲通村・中合村が合併して月潟村が発足。（3町32村）
- 大正12年（1923年）3月31日 - 郡会が廃止。郡役所は存続。
- 大正13年（1924年）1月1日 - 吉田村が町制施行して吉田町となる。（4町31村）
- 大正15年（1926年）6月30日 - 郡役所が廃止。以降は地域区分名称となる。
- 昭和2年（1927年）10月1日 - 太田村が燕町に編入。（4町30村）
- 昭和3年（1928年）10月1日 - 内野村が町制施行して内野町となる。（5町29村）
- 昭和5年（1930年）12月1日 - 曽根村が町制施行して曽根町となる。（6町28村）
- 昭和23年（1948年）7月1日 - 黒埼村が中蒲原郡曽野木村の一部（合子ケ作・楚川新田）を編入。
- 昭和24年（1949年）4月1日 - 巻町が漆山村の一部（赤鏥）を編入。
- 昭和26年（1951年）4月1日 - 弥彦村の一部（浜首および矢作の一部）が吉田町に編入。
- 昭和29年（1954年）
  - 3月31日 - 燕町・松長村・小中川村・小池村が合併して燕市が発足し、郡より離脱。（5町25村）
  - 7月7日 - 小吉村・道上村が燕市の一部（羽黒・姥島・真木）と合併して中之口村が発足。（5町24村）
  - 11月1日 - 坂井輪村が新潟市に編入。（5町23村）
  - 11月3日（5町19村）
    - 吉田町・米納津村・粟生津村が合併し、改めて吉田町が発足。
    - 地蔵堂町・国上村・島上村が合併して分水町が発足。
- 昭和30年（1955年）
  - 1月1日 - 巻町・峰岡村・浦浜村・松野尾村・角田村・漆山村が合併し、改めて巻町が発足。（5町14村）
  - 3月31日（5町11村）
    - 岩室村・間瀬村が合併し、改めて岩室村が発足。
    - 四ツ合村・大原村が合併して潟東村が発足。
    - 曽根町・鎧郷村が合併して西川町が発足。

  - 7月10日 - 西川町の一部（中郷屋・葉萱場・割前・羽田・東汰上）が巻町に編入。
- 昭和32年（1957年）
  - 7月5日 - 分水町が三島郡大河津村の一部（野中才・五千石・大川津）を編入。
  - 7月15日 - 分水町の一部（溝・溝古新）が吉田町に編入。
- 昭和35年（1960年）
  - 1月11日 - 内野町が新潟市に編入。（4町11村）
  - 1月20日 - 岩室村・和納村が合併し、改めて岩室村が発足。（4町10村）
  - 4月1日 - 岩室村の一部（下和納・安尻）が巻町、一部（本町）が吉田町に編入。
- 昭和36年（1961年）
  - 6月1日 - 赤塚村・中野小屋村が新潟市に編入。（4町8村）
  - 6月10日 - 西川町・升潟村が合併し、改めて西川町が発足。（4町7村）
- 昭和48年（1973年）2月1日 - 黒埼村が町制施行して黒埼町となる。（5町6村）
- 平成13年（2001年）1月1日 - 黒埼町が新潟市に編入。（4町6村）
- 平成17年（2005年）
  - 3月21日 - 西川町・味方村・岩室村・潟東村・月潟村・中之口村が新潟市に編入。（3町1村）
  - 10月10日 - 巻町が新潟市に編入。（2町1村）
- 平成18年（2006年）3月20日 - 分水町・吉田町が燕市と合併し、改めて燕市が発足、郡より離脱。（1村）

### 変遷表
| 明治以前                          | 明治以前                          | 明治初年 - 明治22年  | 明治初年 - 明治22年          | 明治初年 - 明治22年          | 明治初年 - 明治22年          | 明治22年 4月1日 町村制施行 | 明治22年 - 明治45年            | 大正元年 - 昭和20年        | 昭和21年 - 昭和30年         | 昭和21年 - 昭和30年          | 昭和21年 - 昭和30年        | 昭和31年 - 昭和64年               | 昭和31年 - 昭和64年          | 昭和31年 - 昭和64年         | 平成元年 - 現在               | 現在   |
| --------------------------------- | --------------------------------- | -------------------- | ---------------------------- | ---------------------------- | ---------------------------- | -------------------------- | ------------------------------ | -------------------------- | --------------------------- | ---------------------------- | -------------------------- | --------------------------------- | ---------------------------- | --------------------------- | ----------------------------- | ------ |
| 泉村                              | 泉村                              | 泉村                 | 明治12年 改称 上泉村         | 明治12年 改称 上泉村         | 明治19年 上泉村              | 弥彦村                     | 明治34年11月1日 弥彦村         | 弥彦村                     | 弥彦村                      | 弥彦村                       | 弥彦村                     | 弥彦村                            | 弥彦村                       | 弥彦村                      | 弥彦村                        | 弥彦村 |
| 玉幸新田                          | 玉幸新田                          | 玉幸新田             | 玉幸新田                     | 玉幸新田                     | 明治19年 上泉村              | 弥彦村                     | 明治34年11月1日 弥彦村         | 弥彦村                     | 弥彦村                      | 弥彦村                       | 弥彦村                     | 弥彦村                            | 弥彦村                       | 弥彦村                      | 弥彦村                        | 弥彦村 |
| 弥彦村                            | 弥彦村                            | 弥彦村               | 弥彦村                       | 弥彦村                       | 弥彦村                       | 弥彦村                     | 明治34年11月1日 弥彦村         | 弥彦村                     | 弥彦村                      | 弥彦村                       | 弥彦村                     | 弥彦村                            | 弥彦村                       | 弥彦村                      | 弥彦村                        | 弥彦村 |
| 走出村                            | 走出村                            | 走出村               | 走出村                       | 走出村                       | 走出村                       | 弥彦村                     | 明治34年11月1日 弥彦村         | 弥彦村                     | 弥彦村                      | 弥彦村                       | 弥彦村                     | 弥彦村                            | 弥彦村                       | 弥彦村                      | 弥彦村                        | 弥彦村 |
| 井田村                            | 井田村                            | 井田村               | 井田村                       | 井田村                       | 井田村                       | 弥彦村                     | 明治34年11月1日 弥彦村         | 弥彦村                     | 弥彦村                      | 弥彦村                       | 弥彦村                     | 弥彦村                            | 弥彦村                       | 弥彦村                      | 弥彦村                        | 弥彦村 |
| 山岸村                            | 山岸村                            | 山岸村               | 山岸村                       | 山岸村                       | 山岸村                       | 弥彦村                     | 明治34年11月1日 弥彦村         | 弥彦村                     | 弥彦村                      | 弥彦村                       | 弥彦村                     | 弥彦村                            | 弥彦村                       | 弥彦村                      | 弥彦村                        | 弥彦村 |
| 観音寺村                          | 観音寺村                          | 観音寺村             | 観音寺村                     | 観音寺村                     | 観音寺村                     | 桜井郷村                   | 明治34年11月1日 弥彦村         | 弥彦村                     | 弥彦村                      | 弥彦村                       | 弥彦村                     | 弥彦村                            | 弥彦村                       | 弥彦村                      | 弥彦村                        | 弥彦村 |
| 村山村                            | 村山村                            | 村山村               | 村山村                       | 村山村                       | 村山村                       | 桜井郷村                   | 明治34年11月1日 弥彦村         | 弥彦村                     | 弥彦村                      | 弥彦村                       | 弥彦村                     | 弥彦村                            | 弥彦村                       | 弥彦村                      | 弥彦村                        | 弥彦村 |
| 麓村                              | 麓村                              | 麓村                 | 麓村                         | 麓村                         | 麓村                         | 桜井郷村                   | 明治34年11月1日 弥彦村         | 弥彦村                     | 弥彦村                      | 弥彦村                       | 弥彦村                     | 弥彦村                            | 弥彦村                       | 弥彦村                      | 弥彦村                        | 弥彦村 |
| 境江村                            | 境江村                            | 境江村               | 境江村                       | 境江村                       | 境江村                       | 桜井郷村                   | 明治34年11月1日 弥彦村         | 弥彦村                     | 弥彦村                      | 弥彦村                       | 弥彦村                     | 弥彦村                            | 弥彦村                       | 弥彦村                      | 弥彦村                        | 弥彦村 |
| 麓村新田                          | 麓村新田                          | 麓村新田             | 麓村新田                     | 麓村新田                     | 麓村新田                     | 桜井郷村                   | 明治34年11月1日 弥彦村         | 弥彦村                     | 弥彦村                      | 弥彦村                       | 弥彦村                     | 弥彦村                            | 弥彦村                       | 弥彦村                      | 弥彦村                        | 弥彦村 |
| 大戸村                            | 大戸村                            | 大戸村               | 大戸村                       | 大戸村                       | 明治19年 大戸村              | 矢作村                     | 明治34年11月1日 弥彦村         | 弥彦村                     | 弥彦村                      | 弥彦村                       | 弥彦村                     | 弥彦村                            | 弥彦村                       | 弥彦村                      | 弥彦村                        | 弥彦村 |
| 渡辺新田                          | 渡辺新田                          | 渡辺新田             | 渡辺新田                     | 渡辺新田                     | 明治19年 大戸村              | 矢作村                     | 明治34年11月1日 弥彦村         | 弥彦村                     | 弥彦村                      | 弥彦村                       | 弥彦村                     | 弥彦村                            | 弥彦村                       | 弥彦村                      | 弥彦村                        | 弥彦村 |
| 川崎村                            | 川崎村                            | 川崎村               | 川崎村                       | 川崎村                       | 川崎村                       | 矢作村                     | 明治34年11月1日 弥彦村         | 弥彦村                     | 弥彦村                      | 弥彦村                       | 弥彦村                     | 弥彦村                            | 弥彦村                       | 弥彦村                      | 弥彦村                        | 弥彦村 |
| 田中新田                          | 田中新田                          | 田中新田             | 田中新田                     | 田中新田                     | 田中新田                     | 矢作村                     | 明治34年11月1日 弥彦村         | 弥彦村                     | 弥彦村                      | 弥彦村                       | 弥彦村                     | 弥彦村                            | 弥彦村                       | 弥彦村                      | 弥彦村                        | 弥彦村 |
| 荻野村                            | 荻野村                            | 荻野村               | 荻野村                       | 荻野村                       | 荻野村                       | 矢作村                     | 明治34年11月1日 弥彦村         | 弥彦村                     | 弥彦村                      | 弥彦村                       | 弥彦村                     | 弥彦村                            | 弥彦村                       | 弥彦村                      | 弥彦村                        | 弥彦村 |
| エビ穴村                          | エビ穴村                          | エビ穴村             | エビ穴村                     | エビ穴村                     | エビ穴村                     | 矢作村                     | 明治34年11月1日 弥彦村         | 弥彦村                     | 弥彦村                      | 弥彦村                       | 弥彦村                     | 弥彦村                            | 弥彦村                       | 弥彦村                      | 弥彦村                        | 弥彦村 |
| 平野村                            | 平野村                            | 平野村               | 平野村                       | 平野村                       | 平野村                       | 矢作村                     | 明治34年11月1日 弥彦村         | 弥彦村                     | 弥彦村                      | 弥彦村                       | 弥彦村                     | 弥彦村                            | 弥彦村                       | 弥彦村                      | 弥彦村                        | 弥彦村 |
| 山崎村                            | 山崎村                            | 山崎村               | 山崎村                       | 山崎村                       | 山崎村                       | 矢作村                     | 明治34年11月1日 弥彦村         | 弥彦村                     | 弥彦村                      | 弥彦村                       | 弥彦村                     | 弥彦村                            | 弥彦村                       | 弥彦村                      | 弥彦村                        | 弥彦村 |
| 中山村                            | 中山村                            | 中山村               | 中山村                       | 中山村                       | 中山村                       | 矢作村                     | 明治34年11月1日 弥彦村         | 弥彦村                     | 弥彦村                      | 弥彦村                       | 弥彦村                     | 弥彦村                            | 弥彦村                       | 弥彦村                      | 弥彦村                        | 弥彦村 |
| 半間新田                          | 半間新田                          | 半間新田             | 半間新田                     | 半間新田                     | 明治19年 矢作村              | 矢作村                     | 明治34年11月1日 弥彦村         | 弥彦村                     | 弥彦村                      | 弥彦村                       | 弥彦村                     | 弥彦村                            | 弥彦村                       | 弥彦村                      | 弥彦村                        | 弥彦村 |
| 矢作村                            | 一部                              | 矢作村               | 矢作村                       | 矢作村                       | 明治19年 矢作村              | 矢作村                     | 明治34年11月1日 弥彦村         | 弥彦村                     | 弥彦村                      | 弥彦村                       | 弥彦村                     | 弥彦村                            | 弥彦村                       | 弥彦村                      | 弥彦村                        | 弥彦村 |
| 矢作村                            | 一部                              | 矢作村               | 矢作村                       | 矢作村                       | 明治19年 矢作村              | 矢作村                     | 明治34年11月1日 弥彦村         | 弥彦村                     | 昭和26年4月1日 吉田町に編入 | 昭和29年11月3日 吉田町       | 昭和29年11月3日 吉田町     | 吉田町                            | 吉田町                       | 吉田町                      | 平成18年3月20日 燕市          | 燕市   |
| 浜首村                            | 浜首村                            | 浜首村               | 浜首村                       | 浜首村                       | 浜首村                       | 矢作村                     | 明治34年11月1日 弥彦村         | 弥彦村                     | 昭和26年4月1日 吉田町に編入 | 昭和29年11月3日 吉田町       | 昭和29年11月3日 吉田町     | 吉田町                            | 吉田町                       | 吉田町                      | 平成18年3月20日 燕市          | 燕市   |
| 粟生津村                          | 粟生津村                          | 粟生津村             | 粟生津村                     | 粟生津村                     | 粟生津村                     | 粟生津村                   | 粟生津村                       | 粟生津村                   | 粟生津村                    | 昭和29年11月3日 吉田町       | 昭和29年11月3日 吉田町     | 吉田町                            | 吉田町                       | 吉田町                      | 平成18年3月20日 燕市          | 燕市   |
| 高木村古新田                      | 高木村古新田                      | 高木村古新田         | 高木村古新田                 | 高木村古新田                 | 高木村古新田                 | 粟生津村                   | 粟生津村                       | 粟生津村                   | 粟生津村                    | 昭和29年11月3日 吉田町       | 昭和29年11月3日 吉田町     | 吉田町                            | 吉田町                       | 吉田町                      | 平成18年3月20日 燕市          | 燕市   |
| 野本新田村                        | 野本新田村                        | 野本新田村           | 野本新田村                   | 野本新田村                   | 野本新田村                   | 粟生津村                   | 粟生津村                       | 粟生津村                   | 粟生津村                    | 昭和29年11月3日 吉田町       | 昭和29年11月3日 吉田町     | 吉田町                            | 吉田町                       | 吉田町                      | 平成18年3月20日 燕市          | 燕市   |
| 下粟生津村                        | 下粟生津村                        | 下粟生津村           | 下粟生津村                   | 下粟生津村                   | 明治19年 下粟生津村          | 粟生津村                   | 粟生津村                       | 粟生津村                   | 粟生津村                    | 昭和29年11月3日 吉田町       | 昭和29年11月3日 吉田町     | 吉田町                            | 吉田町                       | 吉田町                      | 平成18年3月20日 燕市          | 燕市   |
| 喜津村外新田                      | 喜津村外新田                      | 喜津村外新田         | 喜津村外新田                 | 喜津村外新田                 | 明治19年 下粟生津村          | 粟生津村                   | 粟生津村                       | 粟生津村                   | 粟生津村                    | 昭和29年11月3日 吉田町       | 昭和29年11月3日 吉田町     | 吉田町                            | 吉田町                       | 吉田町                      | 平成18年3月20日 燕市          | 燕市   |
| 平井新田村                        | 平井新田村                        | 平井新田村           | 平井新田村                   | 平井新田村                   | 平井新田村                   | 粟生津村                   | 粟生津村                       | 粟生津村                   | 粟生津村                    | 昭和29年11月3日 吉田町       | 昭和29年11月3日 吉田町     | 吉田町                            | 吉田町                       | 吉田町                      | 平成18年3月20日 燕市          | 燕市   |
| 上河原村外新田                    | 上河原村外新田                    | 上河原村外新田       | 上河原村外新田               | 明治16年 改称 上河原村       | 明治16年 改称 上河原村       | 粟生津村                   | 粟生津村                       | 粟生津村                   | 粟生津村                    | 昭和29年11月3日 吉田町       | 昭和29年11月3日 吉田町     | 吉田町                            | 吉田町                       | 吉田町                      | 平成18年3月20日 燕市          | 燕市   |
| 田中新村                          | 田中新村                          | 田中新村             | 田中新村                     | 田中新村                     | 田中新村                     | 粟生津村                   | 粟生津村                       | 粟生津村                   | 粟生津村                    | 昭和29年11月3日 吉田町       | 昭和29年11月3日 吉田町     | 吉田町                            | 吉田町                       | 吉田町                      | 平成18年3月20日 燕市          | 燕市   |
| 富永村                            | 富永村                            | 富永村               | 富永村                       | 富永村                       | 富永村                       | 米納津村                   | 明治34年11月1日 米納津村       | 米納津村                   | 米納津村                    | 昭和29年11月3日 吉田町       | 昭和29年11月3日 吉田町     | 吉田町                            | 吉田町                       | 吉田町                      | 平成18年3月20日 燕市          | 燕市   |
| 富永十兵衛新田                    | 富永十兵衛新田                    | 富永十兵衛新田       | 富永十兵衛新田               | 富永十兵衛新田               | 富永十兵衛新田               | 米納津村                   | 明治34年11月1日 米納津村       | 米納津村                   | 米納津村                    | 昭和29年11月3日 吉田町       | 昭和29年11月3日 吉田町     | 吉田町                            | 吉田町                       | 吉田町                      | 平成18年3月20日 燕市          | 燕市   |
| 米納津村                          | 米納津村                          | 米納津村             | 米納津村                     | 米納津村                     | 米納津村                     | 米納津村                   | 明治34年11月1日 米納津村       | 米納津村                   | 米納津村                    | 昭和29年11月3日 吉田町       | 昭和29年11月3日 吉田町     | 吉田町                            | 吉田町                       | 吉田町                      | 平成18年3月20日 燕市          | 燕市   |
| 大保村新田                        | 大保村新田                        | 大保村新田           | 大保村新田                   | 大保村新田                   | 大保村新田                   | 米納津村                   | 明治34年11月1日 米納津村       | 米納津村                   | 米納津村                    | 昭和29年11月3日 吉田町       | 昭和29年11月3日 吉田町     | 吉田町                            | 吉田町                       | 吉田町                      | 平成18年3月20日 燕市          | 燕市   |
| 庚塚新田村                        | 庚塚新田村                        | 庚塚新田村           | 庚塚新田村                   | 庚塚新田村                   | 庚塚新田村                   | 米納津村                   | 明治34年11月1日 米納津村       | 米納津村                   | 米納津村                    | 昭和29年11月3日 吉田町       | 昭和29年11月3日 吉田町     | 吉田町                            | 吉田町                       | 吉田町                      | 平成18年3月20日 燕市          | 燕市   |
| 雀森村                            | 雀森村                            | 雀森村               | 雀森村                       | 雀森村                       | 雀森村                       | 米納津村                   | 明治34年11月1日 米納津村       | 米納津村                   | 米納津村                    | 昭和29年11月3日 吉田町       | 昭和29年11月3日 吉田町     | 吉田町                            | 吉田町                       | 吉田町                      | 平成18年3月20日 燕市          | 燕市   |
| 小島村                            | 小島村                            | 小島村               | 小島村                       | 小島村                       | 小島村                       | 米納津村                   | 明治34年11月1日 米納津村       | 米納津村                   | 米納津村                    | 昭和29年11月3日 吉田町       | 昭和29年11月3日 吉田町     | 吉田町                            | 吉田町                       | 吉田町                      | 平成18年3月20日 燕市          | 燕市   |
| 佐渡山村                          | 佐渡山村                          | 佐渡山村             | 佐渡山村                     | 佐渡山村                     | 佐渡山村                     | 佐渡山村                   | 明治34年11月1日 米納津村       | 米納津村                   | 米納津村                    | 昭和29年11月3日 吉田町       | 昭和29年11月3日 吉田町     | 吉田町                            | 吉田町                       | 吉田町                      | 平成18年3月20日 燕市          | 燕市   |
| 西槙新田村                        | 西槙新田村                        | 西槙新田村           | 西槙新田村                   | 西槙新田村                   | 西槙新田村                   | 佐渡山村                   | 明治34年11月1日 米納津村       | 米納津村                   | 米納津村                    | 昭和29年11月3日 吉田町       | 昭和29年11月3日 吉田町     | 吉田町                            | 吉田町                       | 吉田町                      | 平成18年3月20日 燕市          | 燕市   |
| 溝村                              | 溝村                              | 溝村                 | 溝村                         | 溝村                         | 溝村                         | 四箇村                     | 明治34年11月1日 国上村         | 国上村                     | 国上村                      | 昭和29年11月3日 分水町       | 昭和29年11月3日 分水町     | 昭和32年7月15日 吉田町に編入      | 吉田町                       | 吉田町                      | 平成18年3月20日 燕市          | 燕市   |
| 溝古新村                          | 溝古新村                          | 溝古新村             | 溝古新村                     | 溝古新村                     | 溝古新村                     | 四箇村                     | 明治34年11月1日 国上村         | 国上村                     | 国上村                      | 昭和29年11月3日 分水町       | 昭和29年11月3日 分水町     | 昭和32年7月15日 吉田町に編入      | 吉田町                       | 吉田町                      | 平成18年3月20日 燕市          | 燕市   |
| 牧ヶ花村                          | 牧ヶ花村                          | 牧ヶ花村             | 牧ヶ花村                     | 牧ヶ花村                     | 牧ヶ花村                     | 四箇村                     | 明治34年11月1日 国上村         | 国上村                     | 国上村                      | 昭和29年11月3日 分水町       | 昭和29年11月3日 分水町     | 分水町                            | 分水町                       | 分水町                      | 平成18年3月20日 燕市          | 燕市   |
| 佐善村                            | 佐善村                            | 佐善村               | 佐善村                       | 佐善村                       | 佐善村                       | 四箇村                     | 明治34年11月1日 国上村         | 国上村                     | 国上村                      | 昭和29年11月3日 分水町       | 昭和29年11月3日 分水町     | 分水町                            | 分水町                       | 分水町                      | 平成18年3月20日 燕市          | 燕市   |
| 牧ヶ花村新田                      | 牧ヶ花村新田                      | 牧ヶ花村新田         | 牧ヶ花村新田                 | 牧ヶ花村新田                 | 牧ヶ花村新田                 | 四箇村                     | 明治34年11月1日 国上村         | 国上村                     | 国上村                      | 昭和29年11月3日 分水町       | 昭和29年11月3日 分水町     | 分水町                            | 分水町                       | 分水町                      | 平成18年3月20日 燕市          | 燕市   |
| 佐善村新田                        | 佐善村新田                        | 佐善村新田           | 佐善村新田                   | 佐善村新田                   | 佐善村新田                   | 四箇村                     | 明治34年11月1日 国上村         | 国上村                     | 国上村                      | 昭和29年11月3日 分水町       | 昭和29年11月3日 分水町     | 分水町                            | 分水町                       | 分水町                      | 平成18年3月20日 燕市          | 燕市   |
| 佐善村弥七受                      | 佐善村弥七受                      | 佐善村弥七受         | 佐善村弥七受                 | 佐善村弥七受                 | 佐善村弥七受                 | 四箇村                     | 明治34年11月1日 国上村         | 国上村                     | 国上村                      | 昭和29年11月3日 分水町       | 昭和29年11月3日 分水町     | 分水町                            | 分水町                       | 分水町                      | 平成18年3月20日 燕市          | 燕市   |
| 棚橋新田                          | 棚橋新田                          | 棚橋新田             | 棚橋新田                     | 棚橋新田                     | 棚橋新田                     | 四箇村                     | 明治34年11月1日 国上村         | 国上村                     | 国上村                      | 昭和29年11月3日 分水町       | 昭和29年11月3日 分水町     | 分水町                            | 分水町                       | 分水町                      | 平成18年3月20日 燕市          | 燕市   |
| 溝村新田                          | 溝村新田                          | 溝村新田             | 溝村新田                     | 溝村新田                     | 溝村新田                     | 四箇村                     | 明治34年11月1日 国上村         | 国上村                     | 国上村                      | 昭和29年11月3日 分水町       | 昭和29年11月3日 分水町     | 分水町                            | 分水町                       | 分水町                      | 平成18年3月20日 燕市          | 燕市   |
| 溝古新村新田                      | 溝古新村新田                      | 溝古新村新田         | 溝古新村新田                 | 溝古新村新田                 | 溝古新村新田                 | 四箇村                     | 明治34年11月1日 国上村         | 国上村                     | 国上村                      | 昭和29年11月3日 分水町       | 昭和29年11月3日 分水町     | 分水町                            | 分水町                       | 分水町                      | 平成18年3月20日 燕市          | 燕市   |
| 国上村                            | 国上村                            | 国上村               | 国上村                       | 国上村                       | 明治19年 国上村              | 国上村                     | 明治34年11月1日 国上村         | 国上村                     | 国上村                      | 昭和29年11月3日 分水町       | 昭和29年11月3日 分水町     | 分水町                            | 分水町                       | 分水町                      | 平成18年3月20日 燕市          | 燕市   |
| 国上村新田                        | 国上村新田                        | 国上村新田           | 国上村新田                   | 国上村新田                   | 明治19年 国上村              | 国上村                     | 明治34年11月1日 国上村         | 国上村                     | 国上村                      | 昭和29年11月3日 分水町       | 昭和29年11月3日 分水町     | 分水町                            | 分水町                       | 分水町                      | 平成18年3月20日 燕市          | 燕市   |
| 渡部村                            | 渡部村                            | 渡部村               | 渡部村                       | 渡部村                       | 渡部村                       | 国上村                     | 明治34年11月1日 国上村         | 国上村                     | 国上村                      | 昭和29年11月3日 分水町       | 昭和29年11月3日 分水町     | 分水町                            | 分水町                       | 分水町                      | 平成18年3月20日 燕市          | 燕市   |
| 三島郡真木山村                    | 三島郡真木山村                    | 三島郡真木山村       | 明治12年 所属変更 真木山村   | 明治12年 所属変更 真木山村   | 明治12年 所属変更 真木山村   | 国上村                     | 明治34年11月1日 国上村         | 国上村                     | 国上村                      | 昭和29年11月3日 分水町       | 昭和29年11月3日 分水町     | 分水町                            | 分水町                       | 分水町                      | 平成18年3月20日 燕市          | 燕市   |
| 中島村                            | 中島村                            | 中島村               | 中島村                       | 中島村                       | 明治19年 中島村              | 中島村                     | 明治34年11月1日 国上村         | 国上村                     | 国上村                      | 昭和29年11月3日 分水町       | 昭和29年11月3日 分水町     | 分水町                            | 分水町                       | 分水町                      | 平成18年3月20日 燕市          | 燕市   |
| 中島村新田                        | 中島村新田                        | 中島村新田           | 中島村新田                   | 中島村新田                   | 明治19年 中島村              | 中島村                     | 明治34年11月1日 国上村         | 国上村                     | 国上村                      | 昭和29年11月3日 分水町       | 昭和29年11月3日 分水町     | 分水町                            | 分水町                       | 分水町                      | 平成18年3月20日 燕市          | 燕市   |
| 源八新田                          | 源八新田                          | 源八新田             | 源八新田                     | 源八新田                     | 源八新田                     | 中島村                     | 明治34年11月1日 国上村         | 国上村                     | 国上村                      | 昭和29年11月3日 分水町       | 昭和29年11月3日 分水町     | 分水町                            | 分水町                       | 分水町                      | 平成18年3月20日 燕市          | 燕市   |
| 泉新村                            | 泉新村                            | 泉新村               | 泉新村                       | 泉新村                       | 泉新村                       | 中島村                     | 明治34年11月1日 国上村         | 国上村                     | 国上村                      | 昭和29年11月3日 分水町       | 昭和29年11月3日 分水町     | 分水町                            | 分水町                       | 分水町                      | 平成18年3月20日 燕市          | 燕市   |
| 新堀村                            | 新堀村                            | 新堀村               | 新堀村                       | 新堀村                       | 新堀村                       | 中島村                     | 明治34年11月1日 国上村         | 国上村                     | 国上村                      | 昭和29年11月3日 分水町       | 昭和29年11月3日 分水町     | 分水町                            | 分水町                       | 分水町                      | 平成18年3月20日 燕市          | 燕市   |
| 新堀村新田                        | 新堀村新田                        | 新堀村新田           | 新堀村新田                   | 新堀村新田                   | 新堀村新田                   | 中島村                     | 明治34年11月1日 国上村         | 国上村                     | 国上村                      | 昭和29年11月3日 分水町       | 昭和29年11月3日 分水町     | 分水町                            | 分水町                       | 分水町                      | 平成18年3月20日 燕市          | 燕市   |
| 横田村                            | 横田村                            | 横田村               | 横田村                       | 横田村                       | 横田村                       | 横田村                     | 明治34年11月1日 島上村         | 島上村                     | 島上村                      | 昭和29年11月3日 分水町       | 昭和29年11月3日 分水町     | 分水町                            | 分水町                       | 分水町                      | 平成18年3月20日 燕市          | 燕市   |
| 熊森村                            | 熊森村                            | 熊森村               | 熊森村                       | 熊森村                       | 熊森村                       | 熊森村                     | 明治34年11月1日 島上村         | 島上村                     | 島上村                      | 昭和29年11月3日 分水町       | 昭和29年11月3日 分水町     | 分水町                            | 分水町                       | 分水町                      | 平成18年3月20日 燕市          | 燕市   |
| 砂子塚村                          | 砂子塚村                          | 砂子塚村             | 砂子塚村                     | 砂子塚村                     | 砂子塚村                     | 笈砂村                     | 明治34年11月1日 島上村         | 島上村                     | 島上村                      | 昭和29年11月3日 分水町       | 昭和29年11月3日 分水町     | 分水町                            | 分水町                       | 分水町                      | 平成18年3月20日 燕市          | 燕市   |
| 笈ヶ島村                          | 笈ヶ島村                          | 笈ヶ島村             | 笈ヶ島村                     | 笈ヶ島村                     | 笈ヶ島村                     | 笈砂村                     | 明治34年11月1日 島上村         | 島上村                     | 島上村                      | 昭和29年11月3日 分水町       | 昭和29年11月3日 分水町     | 分水町                            | 分水町                       | 分水町                      | 平成18年3月20日 燕市          | 燕市   |
| 地蔵堂町                          | 地蔵堂町                          | 地蔵堂町             | 地蔵堂町                     | 地蔵堂町                     | 地蔵堂町                     | 地蔵堂町                   | 地蔵堂町                       | 地蔵堂町                   | 地蔵堂町                    | 昭和29年11月3日 分水町       | 昭和29年11月3日 分水町     | 分水町                            | 分水町                       | 分水町                      | 平成18年3月20日 燕市          | 燕市   |
| 大武新田                          | 大武新田                          | 大武新田             | 大武新田                     | 大武新田                     | 大武新田                     | 地蔵堂町                   | 地蔵堂町                       | 地蔵堂町                   | 地蔵堂町                    | 昭和29年11月3日 分水町       | 昭和29年11月3日 分水町     | 分水町                            | 分水町                       | 分水町                      | 平成18年3月20日 燕市          | 燕市   |
| 三島郡大川津村                    | 三島郡大川津村                    | 三島郡大川津村       | 三島郡大川津村               | 三島郡大川津村               | 三島郡大川津村               | 三島郡 善高村              | 明治34年11月1日 三島郡大河津村 | 三島郡大河津村             | 三島郡大河津村              | 三島郡大河津村               | 三島郡大河津村             | 昭和32年7月5日 分水町に編入       | 分水町                       | 分水町                      | 平成18年3月20日 燕市          | 燕市   |
| 三島郡五千石村                    | 三島郡五千石村                    | 三島郡五千石村       | 三島郡五千石村               | 三島郡五千石村               | 三島郡五千石村               | 三島郡 五千石村            | 明治34年11月1日 三島郡大河津村 | 三島郡大河津村             | 三島郡大河津村              | 三島郡大河津村               | 三島郡大河津村             | 昭和32年7月5日 分水町に編入       | 分水町                       | 分水町                      | 平成18年3月20日 燕市          | 燕市   |
| 三島郡野中才村                    | 三島郡野中才村                    | 三島郡野中才村       | 三島郡野中才村               | 三島郡野中才村               | 三島郡野中才村               | 三島郡 五千石村            | 明治34年11月1日 三島郡大河津村 | 三島郡大河津村             | 三島郡大河津村              | 三島郡大河津村               | 三島郡大河津村             | 昭和32年7月5日 分水町に編入       | 分水町                       | 分水町                      | 平成18年3月20日 燕市          | 燕市   |
| 三島郡中条村                      | 三島郡中条村                      | 三島郡中条村         | 明治12年 改称 三島郡下中条村 | 明治12年 改称 三島郡下中条村 | 明治12年 改称 三島郡下中条村 | 三島郡 五千石村            | 明治34年11月1日 三島郡大河津村 | 三島郡大河津村             | 三島郡大河津村              | 三島郡大河津村               | 三島郡大河津村             | 昭和32年7月5日 三島郡寺泊町に編入 | 昭和32年11月1日 分水町に編入 | 分水町                      | 平成18年3月20日 燕市          | 燕市   |
| 三島郡新庄村                      | 三島郡新庄村                      | 三島郡新長村         | 三島郡新長村                 | 三島郡新長村                 | 三島郡新長村                 | 三島郡 下桐原村            | 明治34年11月1日 三島郡大河津村 | 三島郡大河津村             | 三島郡大河津村              | 三島郡大河津村               | 三島郡大河津村             | 昭和32年7月5日 三島郡寺泊町に編入 | 昭和32年11月1日 分水町に編入 | 分水町                      | 平成18年3月20日 燕市          | 燕市   |
| 三島郡長新村                      |                                   | 三島郡新長村         | 三島郡新長村                 | 三島郡新長村                 | 三島郡新長村                 | 三島郡 下桐原村            | 明治34年11月1日 三島郡大河津村 | 三島郡大河津村             | 三島郡大河津村              | 三島郡大河津村               | 三島郡大河津村             | 昭和32年7月5日 三島郡寺泊町に編入 | 昭和32年11月1日 分水町に編入 | 分水町                      | 平成18年3月20日 燕市          | 燕市   |
| 三島郡間瀬村                      | 三島郡間瀬村                      | 三島郡間瀬村         | 三島郡間瀬村                 | 三島郡間瀬村                 | 三島郡間瀬村                 | 三島郡 間瀬村              | 明治29年4月1日 所属変更 間瀬村 | 間瀬村                     | 間瀬村                      | 昭和30年3月31日 岩室村       | 昭和30年3月31日 岩室村     | 岩室村                            | 昭和35年1月20日 岩室村       | 岩室村                      | 平成17年3月21日 新潟市に編入  | 新潟市 |
| 岩室村                            | 岩室村                            | 岩室村               | 岩室村                       | 岩室村                       | 岩室村                       | 岩室村                     | 明治34年11月1日 岩室村         | 岩室村                     | 岩室村                      | 昭和30年3月31日 岩室村       | 昭和30年3月31日 岩室村     | 岩室村                            | 昭和35年1月20日 岩室村       | 岩室村                      | 平成17年3月21日 新潟市に編入  | 新潟市 |
| 橋本村                            | 橋本村                            | 橋本村               | 橋本村                       | 橋本村                       | 橋本村                       | 岩室村                     | 明治34年11月1日 岩室村         | 岩室村                     | 岩室村                      | 昭和30年3月31日 岩室村       | 昭和30年3月31日 岩室村     | 岩室村                            | 昭和35年1月20日 岩室村       | 岩室村                      | 平成17年3月21日 新潟市に編入  | 新潟市 |
| 尻引村                            | 尻引村                            | 尻引村               | 尻引村                       | 尻引村                       | 尻引村                       | 岩室村                     | 明治34年11月1日 岩室村         | 岩室村                     | 岩室村                      | 昭和30年3月31日 岩室村       | 昭和30年3月31日 岩室村     | 岩室村                            | 昭和35年1月20日 岩室村       | 岩室村                      | 平成17年3月21日 新潟市に編入  | 新潟市 |
| 田子島村                          | 田子島村                          | 田子島村             | 田子島村                     | 田子島村                     | 田子島村                     | 岩室村                     | 明治34年11月1日 岩室村         | 岩室村                     | 岩室村                      | 昭和30年3月31日 岩室村       | 昭和30年3月31日 岩室村     | 岩室村                            | 昭和35年1月20日 岩室村       | 岩室村                      | 平成17年3月21日 新潟市に編入  | 新潟市 |
| 樋曽村                            | 樋曽村                            | 樋曽村               | 樋曽村                       | 樋曽村                       | 樋曽村                       | 岩室村                     | 明治34年11月1日 岩室村         | 岩室村                     | 岩室村                      | 昭和30年3月31日 岩室村       | 昭和30年3月31日 岩室村     | 岩室村                            | 昭和35年1月20日 岩室村       | 岩室村                      | 平成17年3月21日 新潟市に編入  | 新潟市 |
| 石瀬村                            | 石瀬村                            | 石瀬村               | 石瀬村                       | 石瀬村                       | 石瀬村                       | 石瀬村                     | 明治34年11月1日 岩室村         | 岩室村                     | 岩室村                      | 昭和30年3月31日 岩室村       | 昭和30年3月31日 岩室村     | 岩室村                            | 昭和35年1月20日 岩室村       | 岩室村                      | 平成17年3月21日 新潟市に編入  | 新潟市 |
| 金池原新田                        | 金池原新田                        | 金池原新田           | 金池原新田                   | 金池原新田                   | 金池原新田                   | 石瀬村                     | 明治34年11月1日 岩室村         | 岩室村                     | 岩室村                      | 昭和30年3月31日 岩室村       | 昭和30年3月31日 岩室村     | 岩室村                            | 昭和35年1月20日 岩室村       | 岩室村                      | 平成17年3月21日 新潟市に編入  | 新潟市 |
| 久保田村                          | 久保田村                          | 久保田村             | 久保田村                     | 久保田村                     | 久保田村                     | 船越村                     | 明治34年11月1日 岩室村         | 岩室村                     | 岩室村                      | 昭和30年3月31日 岩室村       | 昭和30年3月31日 岩室村     | 岩室村                            | 昭和35年1月20日 岩室村       | 岩室村                      | 平成17年3月21日 新潟市に編入  | 新潟市 |
| 南谷内村                          | 南谷内村                          | 南谷内村             | 南谷内村                     | 南谷内村                     | 南谷内村                     | 船越村                     | 明治34年11月1日 岩室村         | 岩室村                     | 岩室村                      | 昭和30年3月31日 岩室村       | 昭和30年3月31日 岩室村     | 岩室村                            | 昭和35年1月20日 岩室村       | 岩室村                      | 平成17年3月21日 新潟市に編入  | 新潟市 |
| 猿ヶ瀬村                          | 猿ヶ瀬村                          | 猿ヶ瀬村             | 猿ヶ瀬村                     | 猿ヶ瀬村                     | 猿ヶ瀬村                     | 船越村                     | 明治34年11月1日 岩室村         | 岩室村                     | 岩室村                      | 昭和30年3月31日 岩室村       | 昭和30年3月31日 岩室村     | 岩室村                            | 昭和35年1月20日 岩室村       | 岩室村                      | 平成17年3月21日 新潟市に編入  | 新潟市 |
| 夏井村                            | 夏井村                            | 夏井村               | 夏井村                       | 夏井村                       | 夏井村                       | 船越村                     | 明治34年11月1日 岩室村         | 岩室村                     | 岩室村                      | 昭和30年3月31日 岩室村       | 昭和30年3月31日 岩室村     | 岩室村                            | 昭和35年1月20日 岩室村       | 岩室村                      | 平成17年3月21日 新潟市に編入  | 新潟市 |
| 北野村                            | 北野村                            | 北野村               | 北野村                       | 北野村                       | 北野村                       | 船越村                     | 明治34年11月1日 岩室村         | 岩室村                     | 岩室村                      | 昭和30年3月31日 岩室村       | 昭和30年3月31日 岩室村     | 岩室村                            | 昭和35年1月20日 岩室村       | 岩室村                      | 平成17年3月21日 新潟市に編入  | 新潟市 |
| 中村                              | 中村                              | 中村                 | 明治12年 改称 西中村         | 明治12年 改称 西中村         | 明治12年 改称 西中村         | 船越村                     | 明治34年11月1日 岩室村         | 岩室村                     | 岩室村                      | 昭和30年3月31日 岩室村       | 昭和30年3月31日 岩室村     | 岩室村                            | 昭和35年1月20日 岩室村       | 岩室村                      | 平成17年3月21日 新潟市に編入  | 新潟市 |
| 高畑村                            | 高畑村                            | 高畑村               | 高畑村                       | 高畑村                       | 明治19年 高畑村              | 船越村                     | 明治34年11月1日 岩室村         | 岩室村                     | 岩室村                      | 昭和30年3月31日 岩室村       | 昭和30年3月31日 岩室村     | 岩室村                            | 昭和35年1月20日 岩室村       | 岩室村                      | 平成17年3月21日 新潟市に編入  | 新潟市 |
| 梅田村                            | 梅田村                            | 梅田村               | 梅田村                       | 梅田村                       | 明治19年 高畑村              | 船越村                     | 明治34年11月1日 岩室村         | 岩室村                     | 岩室村                      | 昭和30年3月31日 岩室村       | 昭和30年3月31日 岩室村     | 岩室村                            | 昭和35年1月20日 岩室村       | 岩室村                      | 平成17年3月21日 新潟市に編入  | 新潟市 |
| 船越村                            | 船越村                            | 船越村               | 明治12年 改称 西船越村       | 明治12年 改称 西船越村       | 明治12年 改称 西船越村       | 船越村                     | 明治34年11月1日 岩室村         | 岩室村                     | 岩室村                      | 昭和30年3月31日 岩室村       | 昭和30年3月31日 岩室村     | 岩室村                            | 昭和35年1月20日 岩室村       | 岩室村                      | 平成17年3月21日 新潟市に編入  | 新潟市 |
| 油島村                            | 油島村                            | 油島村               | 油島村                       | 油島村                       | 油島村                       | 船越村                     | 明治34年11月1日 岩室村         | 岩室村                     | 岩室村                      | 昭和30年3月31日 岩室村       | 昭和30年3月31日 岩室村     | 岩室村                            | 昭和35年1月20日 岩室村       | 岩室村                      | 平成17年3月21日 新潟市に編入  | 新潟市 |
| 新谷村                            | 新谷村                            | 新谷村               | 新谷村                       | 新谷村                       | 新谷村                       | 船越村                     | 明治34年11月1日 岩室村         | 岩室村                     | 岩室村                      | 昭和30年3月31日 岩室村       | 昭和30年3月31日 岩室村     | 岩室村                            | 昭和35年1月20日 岩室村       | 岩室村                      | 平成17年3月21日 新潟市に編入  | 新潟市 |
| 横曽根村                          | 横曽根村                          | 横曽根村             | 横曽根村                     | 横曽根村                     | 横曽根村                     | 船越村                     | 明治34年11月1日 岩室村         | 岩室村                     | 岩室村                      | 昭和30年3月31日 岩室村       | 昭和30年3月31日 岩室村     | 岩室村                            | 昭和35年1月20日 岩室村       | 岩室村                      | 平成17年3月21日 新潟市に編入  | 新潟市 |
| 長島村                            | 長島村                            | 長島村               | 明治12年 改称 西長島村       | 明治12年 改称 西長島村       | 明治12年 改称 西長島村       | 船越村                     | 明治34年11月1日 岩室村         | 岩室村                     | 岩室村                      | 昭和30年3月31日 岩室村       | 昭和30年3月31日 岩室村     | 岩室村                            | 昭和35年1月20日 岩室村       | 岩室村                      | 平成17年3月21日 新潟市に編入  | 新潟市 |
| 潟上村                            | 潟上村                            | 潟上村               | 潟上村                       | 潟上村                       | 潟上村                       | 船越村                     | 明治34年11月1日 岩室村         | 岩室村                     | 岩室村                      | 昭和30年3月31日 岩室村       | 昭和30年3月31日 岩室村     | 岩室村                            | 昭和35年1月20日 岩室村       | 岩室村                      | 平成17年3月21日 新潟市に編入  | 新潟市 |
| 植野新田村                        | 植野新田村                        | 植野新田村           | 植野新田村                   | 植野新田村                   | 植野新田村                   | 船越村                     | 明治34年11月1日 岩室村         | 岩室村                     | 岩室村                      | 昭和30年3月31日 岩室村       | 昭和30年3月31日 岩室村     | 岩室村                            | 昭和35年1月20日 岩室村       | 岩室村                      | 平成17年3月21日 新潟市に編入  | 新潟市 |
| 下和納村                          | 下和納村                          | 下和納村             | 下和納村                     | 下和納村                     | 下和納村                     | 和納村                     | 明治34年11月1日 和納村         | 和納村                     | 和納村                      | 和納村                       | 和納村                     | 和納村                            | 昭和35年1月20日 岩室村       | 昭和35年4月1日 巻町に編入   | 平成17年10月10日 新潟市に編入 | 新潟市 |
| 安尻村                            | 安尻村                            | 安尻村               | 安尻村                       | 安尻村                       | 安尻村                       | 和納村                     | 明治34年11月1日 和納村         | 和納村                     | 和納村                      | 和納村                       | 和納村                     | 和納村                            | 昭和35年1月20日 岩室村       | 昭和35年4月1日 巻町に編入   | 平成17年10月10日 新潟市に編入 | 新潟市 |
| 高橋村                            | 高橋村                            | 高橋村               | 高橋村                       | 高橋村                       | 高橋村                       | 和納村                     | 明治34年11月1日 和納村         | 和納村                     | 和納村                      | 和納村                       | 和納村                     | 和納村                            | 昭和35年1月20日 岩室村       | 岩室村                      | 平成17年3月21日 新潟市に編入  | 新潟市 |
| 富岡村                            | 富岡村                            | 富岡村               | 富岡村                       | 富岡村                       | 富岡村                       | 和納村                     | 明治34年11月1日 和納村         | 和納村                     | 和納村                      | 和納村                       | 和納村                     | 和納村                            | 昭和35年1月20日 岩室村       | 岩室村                      | 平成17年3月21日 新潟市に編入  | 新潟市 |
| 津雲田村                          | 津雲田村                          | 津雲田村             | 津雲田村                     | 津雲田村                     | 津雲田村                     | 和納村                     | 明治34年11月1日 和納村         | 和納村                     | 和納村                      | 和納村                       | 和納村                     | 和納村                            | 昭和35年1月20日 岩室村       | 岩室村                      | 平成17年3月21日 新潟市に編入  | 新潟市 |
| 上和納村                          | 上和納村                          | 上和納村             | 上和納村                     | 上和納村                     | 上和納村                     | 和納村                     | 明治34年11月1日 和納村         | 和納村                     | 和納村                      | 和納村                       | 和納村                     | 和納村                            | 昭和35年1月20日 岩室村       | 岩室村                      | 平成17年3月21日 新潟市に編入  | 新潟市 |
| 原村                              | 原村                              | 原村                 | 原村                         | 原村                         | 原村                         | 鴻ノ巣村                   | 明治34年11月1日 和納村         | 和納村                     | 和納村                      | 和納村                       | 和納村                     | 和納村                            | 昭和35年1月20日 岩室村       | 岩室村                      | 平成17年3月21日 新潟市に編入  | 新潟市 |
| 本町村                            | 本町村                            | 本町村               | 本町村                       | 本町村                       | 本町村                       | 鴻ノ巣村                   | 明治34年11月1日 和納村         | 和納村                     | 和納村                      | 和納村                       | 和納村                     | 和納村                            | 昭和35年1月20日 岩室村       | 昭和35年4月1日 吉田町に編入 | 平成18年3月20日 燕市          | 燕市   |
| 鴻巣村                            | 鴻巣村                            | 鴻巣村               | 鴻巣村                       | 鴻巣村                       | 鴻巣村                       | 鴻ノ巣村                   | 明治34年11月1日 吉田村         | 大正13年1月1日 町制 吉田町 | 吉田町                      | 昭和29年11月3日 吉田町       | 昭和29年11月3日 吉田町     | 吉田町                            | 吉田町                       | 吉田町                      | 平成18年3月20日 燕市          | 燕市   |
| 吉田村                            | 吉田村                            | 吉田村               | 吉田村                       | 吉田村                       | 明治19年 吉田村              | 吉田村                     | 明治34年11月1日 吉田村         | 大正13年1月1日 町制 吉田町 | 吉田町                      | 昭和29年11月3日 吉田町       | 昭和29年11月3日 吉田町     | 吉田町                            | 吉田町                       | 吉田町                      | 平成18年3月20日 燕市          | 燕市   |
| 大島村                            | 大島村                            | 大島村               | 大島村                       | 大島村                       | 明治19年 吉田村              | 吉田村                     | 明治34年11月1日 吉田村         | 大正13年1月1日 町制 吉田町 | 吉田町                      | 昭和29年11月3日 吉田町       | 昭和29年11月3日 吉田町     | 吉田町                            | 吉田町                       | 吉田町                      | 平成18年3月20日 燕市          | 燕市   |
| 松岡新田村                        | 松岡新田村                        | 松岡新田村           | 松岡新田村                   | 松岡新田村                   | 松岡新田村                   | 吉田村                     | 明治34年11月1日 吉田村         | 大正13年1月1日 町制 吉田町 | 吉田町                      | 昭和29年11月3日 吉田町       | 昭和29年11月3日 吉田町     | 吉田町                            | 吉田町                       | 吉田町                      | 平成18年3月20日 燕市          | 燕市   |
| 野沖村古新田                      | 野沖村古新田                      | 野沖村古新田         | 野沖村古新田                 | 野沖村古新田                 | 野沖村古新田                 | 吉田村                     | 明治34年11月1日 吉田村         | 大正13年1月1日 町制 吉田町 | 吉田町                      | 昭和29年11月3日 吉田町       | 昭和29年11月3日 吉田町     | 吉田町                            | 吉田町                       | 吉田町                      | 平成18年3月20日 燕市          | 燕市   |
| 本所村                            | 本所村                            | 本所村               | 本所村                       | 本所村                       | 本所村                       | 吉田村                     | 明治34年11月1日 吉田村         | 大正13年1月1日 町制 吉田町 | 吉田町                      | 昭和29年11月3日 吉田町       | 昭和29年11月3日 吉田町     | 吉田町                            | 吉田町                       | 吉田町                      | 平成18年3月20日 燕市          | 燕市   |
| 宮小路村                          | 宮小路村                          | 宮小路村             | 宮小路村                     | 宮小路村                     | 宮小路村                     | 吉田村                     | 明治34年11月1日 吉田村         | 大正13年1月1日 町制 吉田町 | 吉田町                      | 昭和29年11月3日 吉田町       | 昭和29年11月3日 吉田町     | 吉田町                            | 吉田町                       | 吉田町                      | 平成18年3月20日 燕市          | 燕市   |
| 法花堂村                          | 法花堂村                          | 法花堂村             | 法花堂村                     | 法花堂村                     | 法花堂村                     | 太花野村                   | 明治34年11月1日 吉田村         | 大正13年1月1日 町制 吉田町 | 吉田町                      | 昭和29年11月3日 吉田町       | 昭和29年11月3日 吉田町     | 吉田町                            | 吉田町                       | 吉田町                      | 平成18年3月20日 燕市          | 燕市   |
| 中野村                            | 中野村                            | 中野村               | 明治12年 改称 下中野村       | 明治12年 改称 下中野村       | 明治20年 下中野村            | 太花野村                   | 明治34年11月1日 吉田村         | 大正13年1月1日 町制 吉田町 | 吉田町                      | 昭和29年11月3日 吉田町       | 昭和29年11月3日 吉田町     | 吉田町                            | 吉田町                       | 吉田町                      | 平成18年3月20日 燕市          | 燕市   |
| 治田新田                          | 治田新田                          | 治田新田             | 治田新田                     | 治田新田                     | 明治20年 下中野村            | 太花野村                   | 明治34年11月1日 吉田村         | 大正13年1月1日 町制 吉田町 | 吉田町                      | 昭和29年11月3日 吉田町       | 昭和29年11月3日 吉田町     | 吉田町                            | 吉田町                       | 吉田町                      | 平成18年3月20日 燕市          | 燕市   |
| 太田村                            | 太田村                            | 太田村               | 明治12年 改称 西太田村       | 明治12年 改称 西太田村       | 明治12年 改称 西太田村       | 太花野村                   | 明治34年11月1日 吉田村         | 大正13年1月1日 町制 吉田町 | 吉田町                      | 昭和29年11月3日 吉田町       | 昭和29年11月3日 吉田町     | 吉田町                            | 吉田町                       | 吉田町                      | 平成18年3月20日 燕市          | 燕市   |
| 花見村                            | 花見村                            | 花見村               | 明治15年 花見村              | 明治16年 花見村              | 明治19年 花見村              | 太花野村                   | 明治34年11月1日 太田村         | 昭和2年10月1日 燕町に編入  | 昭和29年3月31日 燕市        | 燕市                         | 燕市                       | 燕市                              | 燕市                         | 燕市                        | 平成18年3月20日 燕市          | 燕市   |
| 花見新田村                        | 一部                              | 花見新田村           | 明治15年 花見村              | 明治16年 花見村              | 明治19年 花見村              | 太花野村                   | 明治34年11月1日 太田村         | 昭和2年10月1日 燕町に編入  | 昭和29年3月31日 燕市        | 燕市                         | 燕市                       | 燕市                              | 燕市                         | 燕市                        | 平成18年3月20日 燕市          | 燕市   |
| 花見新田村                        | 一部                              | 花見新田村           | 花見新田村                   | 明治16年 花見村              | 明治19年 花見村              | 太花野村                   | 明治34年11月1日 太田村         | 昭和2年10月1日 燕町に編入  | 昭和29年3月31日 燕市        | 燕市                         | 燕市                       | 燕市                              | 燕市                         | 燕市                        | 平成18年3月20日 燕市          | 燕市   |
| 与五左衛門新田                    | 与五左衛門新田                    | 与五左衛門新田       | 与五左衛門新田               | 与五左衛門新田               | 明治19年 花見村              | 太花野村                   | 明治34年11月1日 太田村         | 昭和2年10月1日 燕町に編入  | 昭和29年3月31日 燕市        | 燕市                         | 燕市                       | 燕市                              | 燕市                         | 燕市                        | 平成18年3月20日 燕市          | 燕市   |
| 桜町村                            | 桜町村                            | 桜町村               | 桜町村                       | 桜町村                       | 桜町村                       | 太花野村                   | 明治34年11月1日 太田村         | 昭和2年10月1日 燕町に編入  | 昭和29年3月31日 燕市        | 燕市                         | 燕市                       | 燕市                              | 燕市                         | 燕市                        | 平成18年3月20日 燕市          | 燕市   |
| 太田村                            | 太田村                            | 太田村               | 明治12年 改称 東太田村       | 明治12年 改称 東太田村       | 明治12年 改称 東太田村       | 東太田村                   | 明治34年11月1日 太田村         | 昭和2年10月1日 燕町に編入  | 昭和29年3月31日 燕市        | 燕市                         | 燕市                       | 燕市                              | 燕市                         | 燕市                        | 平成18年3月20日 燕市          | 燕市   |
| 杣木村                            | 杣木村                            | 杣木村               | 杣木村                       | 杣木村                       | 杣木村                       | 杣木村                     | 明治34年11月1日 太田村         | 昭和2年10月1日 燕町に編入  | 昭和29年3月31日 燕市        | 燕市                         | 燕市                       | 燕市                              | 燕市                         | 燕市                        | 平成18年3月20日 燕市          | 燕市   |
| 小高村                            | 小高村                            | 小高村               | 小高村                       | 小高村                       | 小高村                       | 小高村                     | 明治34年11月1日 太田村         | 昭和2年10月1日 燕町に編入  | 昭和29年3月31日 燕市        | 燕市                         | 燕市                       | 燕市                              | 燕市                         | 燕市                        | 平成18年3月20日 燕市          | 燕市   |
| 佐渡村                            | 佐渡村                            | 佐渡村               | 佐渡村                       | 佐渡村                       | 佐渡村                       | 小高村                     | 明治34年11月1日 太田村         | 昭和2年10月1日 燕町に編入  | 昭和29年3月31日 燕市        | 燕市                         | 燕市                       | 燕市                              | 燕市                         | 燕市                        | 平成18年3月20日 燕市          | 燕市   |
| 燕町                              | 燕町                              | 燕町                 | 燕町                         | 燕町                         | 燕町                         | 燕町                       | 燕町                           | 燕町                       | 昭和29年3月31日 燕市        | 燕市                         | 燕市                       | 燕市                              | 燕市                         | 燕市                        | 平成18年3月20日 燕市          | 燕市   |
| 柳山村                            | 柳山村                            | 柳山村               | 柳山村                       | 柳山村                       | 柳山村                       | 小池村                     | 明治34年11月1日 小池村         | 小池村                     | 昭和29年3月31日 燕市        | 燕市                         | 燕市                       | 燕市                              | 燕市                         | 燕市                        | 平成18年3月20日 燕市          | 燕市   |
| 杉名村                            | 杉名村                            | 杉名村               | 杉名村                       | 杉名村                       | 杉名村                       | 小池村                     | 明治34年11月1日 小池村         | 小池村                     | 昭和29年3月31日 燕市        | 燕市                         | 燕市                       | 燕市                              | 燕市                         | 燕市                        | 平成18年3月20日 燕市          | 燕市   |
| 杉柳村                            | 杉柳村                            | 杉柳村               | 杉柳村                       | 杉柳村                       | 杉柳村                       | 小池村                     | 明治34年11月1日 小池村         | 小池村                     | 昭和29年3月31日 燕市        | 燕市                         | 燕市                       | 燕市                              | 燕市                         | 燕市                        | 平成18年3月20日 燕市          | 燕市   |
| 道金村                            | 道金村                            | 道金村               | 道金村                       | 道金村                       | 道金村                       | 小池村                     | 明治34年11月1日 小池村         | 小池村                     | 昭和29年3月31日 燕市        | 燕市                         | 燕市                       | 燕市                              | 燕市                         | 燕市                        | 平成18年3月20日 燕市          | 燕市   |
| 八王寺村                          | 八王寺村                          | 八王寺村             | 八王寺村                     | 八王寺村                     | 八王寺村                     | 小池村                     | 明治34年11月1日 小池村         | 小池村                     | 昭和29年3月31日 燕市        | 燕市                         | 燕市                       | 燕市                              | 燕市                         | 燕市                        | 平成18年3月20日 燕市          | 燕市   |
| 小池村                            | 小池村                            | 小池村               | 小池村                       | 小池村                       | 小池村                       | 小池村                     | 明治34年11月1日 小池村         | 小池村                     | 昭和29年3月31日 燕市        | 燕市                         | 燕市                       | 燕市                              | 燕市                         | 燕市                        | 平成18年3月20日 燕市          | 燕市   |
| 大関村                            | 大関村                            | 大関村               | 大関村                       | 大関村                       | 大関村                       | 大関村                     | 明治34年11月1日 小池村         | 小池村                     | 昭和29年3月31日 燕市        | 燕市                         | 燕市                       | 燕市                              | 燕市                         | 燕市                        | 平成18年3月20日 燕市          | 燕市   |
| 小関村                            | 小関村                            | 小関村               | 小関村                       | 小関村                       | 小関村                       | 大関村                     | 明治34年11月1日 小池村         | 小池村                     | 昭和29年3月31日 燕市        | 燕市                         | 燕市                       | 燕市                              | 燕市                         | 燕市                        | 平成18年3月20日 燕市          | 燕市   |
| 蔵関村                            | 蔵関村                            | 蔵関村               | 蔵関村                       | 蔵関村                       | 蔵関村                       | 大関村                     | 明治34年11月1日 小池村         | 小池村                     | 昭和29年3月31日 燕市        | 燕市                         | 燕市                       | 燕市                              | 燕市                         | 燕市                        | 平成18年3月20日 燕市          | 燕市   |
| 大曲村                            | 大曲村                            | 大曲村               | 大曲村                       | 大曲村                       | 大曲村                       | 大関村                     | 明治34年11月1日 小池村         | 小池村                     | 昭和29年3月31日 燕市        | 燕市                         | 燕市                       | 燕市                              | 燕市                         | 燕市                        | 平成18年3月20日 燕市          | 燕市   |
| 上児木村                          | 上児木村                          | 上児木村             | 上児木村                     | 上児木村                     | 上児木村                     | 川前村                     | 明治34年11月1日 小中川村       | 小中川村                   | 昭和29年3月31日 燕市        | 燕市                         | 燕市                       | 燕市                              | 燕市                         | 燕市                        | 平成18年3月20日 燕市          | 燕市   |
| 下児木村                          | 下児木村                          | 下児木村             | 下児木村                     | 下児木村                     | 下児木村                     | 川前村                     | 明治34年11月1日 小中川村       | 小中川村                   | 昭和29年3月31日 燕市        | 燕市                         | 燕市                       | 燕市                              | 燕市                         | 燕市                        | 平成18年3月20日 燕市          | 燕市   |
| 中川村                            | 中川村                            | 中川村               | 中川村                       | 中川村                       | 中川村                       | 川前村                     | 明治34年11月1日 小中川村       | 小中川村                   | 昭和29年3月31日 燕市        | 燕市                         | 燕市                       | 燕市                              | 燕市                         | 燕市                        | 平成18年3月20日 燕市          | 燕市   |
| 小牧村                            | 小牧村                            | 小牧村               | 小牧村                       | 小牧村                       | 小牧村                       | 川前村                     | 明治34年11月1日 小中川村       | 小中川村                   | 昭和29年3月31日 燕市        | 燕市                         | 燕市                       | 燕市                              | 燕市                         | 燕市                        | 平成18年3月20日 燕市          | 燕市   |
| 四ツ屋村                          | 四ツ屋村                          | 四ツ屋村             | 四ツ屋村                     | 四ツ屋村                     | 四ツ屋村                     | 川前村                     | 明治34年11月1日 小中川村       | 小中川村                   | 昭和29年3月31日 燕市        | 燕市                         | 燕市                       | 燕市                              | 燕市                         | 燕市                        | 平成18年3月20日 燕市          | 燕市   |
| 次新村                            | 次新村                            | 次新村               | 次新村                       | 次新村                       | 次新村                       | 川前村                     | 明治34年11月1日 小中川村       | 小中川村                   | 昭和29年3月31日 燕市        | 燕市                         | 燕市                       | 燕市                              | 燕市                         | 燕市                        | 平成18年3月20日 燕市          | 燕市   |
| 又新村                            | 又新村                            | 又新村               | 又新村                       | 又新村                       | 又新村                       | 小中川郷村                 | 明治34年11月1日 小中川村       | 小中川村                   | 昭和29年3月31日 燕市        | 燕市                         | 燕市                       | 燕市                              | 燕市                         | 燕市                        | 平成18年3月20日 燕市          | 燕市   |
| 市左衛門受                        |                                   | 又新村               | 又新村                       | 又新村                       | 又新村                       | 小中川郷村                 | 明治34年11月1日 小中川村       | 小中川村                   | 昭和29年3月31日 燕市        | 燕市                         | 燕市                       | 燕市                              | 燕市                         | 燕市                        | 平成18年3月20日 燕市          | 燕市   |
| 二階堂村                          | 二階堂村                          | 二階堂村             | 二階堂村                     | 二階堂村                     | 二階堂村                     | 小中川郷村                 | 明治34年11月1日 小中川村       | 小中川村                   | 昭和29年3月31日 燕市        | 燕市                         | 燕市                       | 燕市                              | 燕市                         | 燕市                        | 平成18年3月20日 燕市          | 燕市   |
| 勘新村                            | 勘新村                            | 勘新村               | 勘新村                       | 勘新村                       | 勘新村                       | 小中川郷村                 | 明治34年11月1日 小中川村       | 小中川村                   | 昭和29年3月31日 燕市        | 燕市                         | 燕市                       | 燕市                              | 燕市                         | 燕市                        | 平成18年3月20日 燕市          | 燕市   |
| 小古津新村                        | 小古津新村                        | 小古津新村           | 小古津新村                   | 小古津新村                   | 小古津新村                   | 小中川郷村                 | 明治34年11月1日 小中川村       | 小中川村                   | 昭和29年3月31日 燕市        | 燕市                         | 燕市                       | 燕市                              | 燕市                         | 燕市                        | 平成18年3月20日 燕市          | 燕市   |
| 小中川村                          | 小中川村                          | 小中川村             | 小中川村                     | 小中川村                     | 小中川村                     | 小中川郷村                 | 明治34年11月1日 小中川村       | 小中川村                   | 昭和29年3月31日 燕市        | 燕市                         | 燕市                       | 燕市                              | 燕市                         | 燕市                        | 平成18年3月20日 燕市          | 燕市   |
| 大船渡村                          | 大船渡村                          | 大船渡村             | 大船渡村                     | 大船渡村                     | 大船渡村                     | 小中川郷村                 | 明治34年11月1日 小中川村       | 小中川村                   | 昭和29年3月31日 燕市        | 燕市                         | 燕市                       | 燕市                              | 燕市                         | 燕市                        | 平成18年3月20日 燕市          | 燕市   |
| 三王淵村                          | 三王淵村                          | 三王淵村             | 三王淵村                     | 三王淵村                     | 三王淵村                     | 三方崎村                   | 明治34年11月1日 小中川村       | 小中川村                   | 昭和29年3月31日 燕市        | 燕市                         | 燕市                       | 燕市                              | 燕市                         | 燕市                        | 平成18年3月20日 燕市          | 燕市   |
| 灰方村                            | 灰方村                            | 灰方村               | 灰方村                       | 灰方村                       | 灰方村                       | 三方崎村                   | 明治34年11月1日 小中川村       | 小中川村                   | 昭和29年3月31日 燕市        | 燕市                         | 燕市                       | 燕市                              | 燕市                         | 燕市                        | 平成18年3月20日 燕市          | 燕市   |
| 関崎村                            | 関崎村                            | 関崎村               | 関崎村                       | 関崎村                       | 関崎村                       | 三方崎村                   | 明治34年11月1日 小中川村       | 小中川村                   | 昭和29年3月31日 燕市        | 燕市                         | 燕市                       | 燕市                              | 燕市                         | 燕市                        | 平成18年3月20日 燕市          | 燕市   |
| 長所村                            | 長所村                            | 長所村               | 長所村                       | 長所村                       | 長所村                       | 松長村                     | 明治34年11月1日 松長村         | 松長村                     | 昭和29年3月31日 燕市        | 燕市                         | 燕市                       | 燕市                              | 燕市                         | 燕市                        | 平成18年3月20日 燕市          | 燕市   |
| 長池新村                          | 長池新村                          | 長池新村             | 長池新村                     | 長池新村                     | 長池新村                     | 松長村                     | 明治34年11月1日 松長村         | 松長村                     | 昭和29年3月31日 燕市        | 燕市                         | 燕市                       | 燕市                              | 燕市                         | 燕市                        | 平成18年3月20日 燕市          | 燕市   |
| 館野池村                          | 館野池村                          | 館野池村             | 館野池村                     | 館野池村                     | 館野池村                     | 松長村                     | 明治34年11月1日 松長村         | 松長村                     | 昭和29年3月31日 燕市        | 燕市                         | 燕市                       | 燕市                              | 燕市                         | 燕市                        | 平成18年3月20日 燕市          | 燕市   |
| 大嘉新村                          | 大嘉新村                          | 大嘉新村             | 大嘉新村                     | 大嘉新村                     | 大嘉新村                     | 松長村                     | 明治34年11月1日 松長村         | 松長村                     | 昭和29年3月31日 燕市        | 燕市                         | 燕市                       | 燕市                              | 燕市                         | 燕市                        | 平成18年3月20日 燕市          | 燕市   |
| 平岡新田村                        | 平岡新田村                        | 平岡新田村           | 平岡新田村                   | 平岡新田村                   | 平岡新田村                   | 松長村                     | 明治34年11月1日 松長村         | 松長村                     | 昭和29年3月31日 燕市        | 燕市                         | 燕市                       | 燕市                              | 燕市                         | 燕市                        | 平成18年3月20日 燕市          | 燕市   |
| 館野村                            | 館野村                            | 館野村               | 館野村                       | 館野村                       | 館野村                       | 松長村                     | 明治34年11月1日 松長村         | 松長村                     | 昭和29年3月31日 燕市        | 燕市                         | 燕市                       | 燕市                              | 燕市                         | 燕市                        | 平成18年3月20日 燕市          | 燕市   |
| 松橋村                            | 松橋村                            | 松橋村               | 松橋村                       | 松橋村                       | 松橋村                       | 松長村                     | 明治34年11月1日 松長村         | 松長村                     | 昭和29年3月31日 燕市        | 燕市                         | 燕市                       | 燕市                              | 燕市                         | 燕市                        | 平成18年3月20日 燕市          | 燕市   |
| 永野新田村                        | 永野新田村                        | 永野新田村           | 永野新田村                   | 永野新田村                   | 永野新田村                   | 松長村                     | 明治34年11月1日 松長村         | 松長村                     | 昭和29年3月31日 燕市        | 燕市                         | 燕市                       | 燕市                              | 燕市                         | 燕市                        | 平成18年3月20日 燕市          | 燕市   |
| 長渡村                            | 長渡村                            | 長渡村               | 長渡村                       | 長渡村                       | 長渡村                       | 松長村                     | 明治34年11月1日 松長村         | 松長村                     | 昭和29年3月31日 燕市        | 燕市                         | 燕市                       | 燕市                              | 燕市                         | 燕市                        | 平成18年3月20日 燕市          | 燕市   |
| 羽黒村                            | 羽黒村                            | 羽黒村               | 羽黒村                       | 羽黒村                       | 羽黒村                       | 加奈居村                   | 明治34年11月1日 松長村         | 松長村                     | 昭和29年3月31日 燕市        | 昭和29年7月7日 中之口村      | 中之口村                   | 中之口村                          | 中之口村                     | 中之口村                    | 平成17年3月21日 新潟市に編入  | 新潟市 |
| 姥島村                            | 姥島村                            | 姥島村               | 姥島村                       | 姥島村                       | 姥島村                       | 加奈居村                   | 明治34年11月1日 松長村         | 松長村                     | 昭和29年3月31日 燕市        | 昭和29年7月7日 中之口村      | 中之口村                   | 中之口村                          | 中之口村                     | 中之口村                    | 平成17年3月21日 新潟市に編入  | 新潟市 |
| 真木村                            | 真木村                            | 真木村               | 真木村                       | 真木村                       | 真木村                       | 加奈居村                   | 明治34年11月1日 松長村         | 松長村                     | 昭和29年3月31日 燕市        | 昭和29年7月7日 中之口村      | 中之口村                   | 中之口村                          | 中之口村                     | 中之口村                    | 平成17年3月21日 新潟市に編入  | 新潟市 |
| 道上村                            | 道上村                            | 道上村               | 明治15年 道上村              | 明治15年 道上村              | 明治15年 道上村              | 道上村                     | 明治34年11月1日 道上村         | 道上村                     | 道上村                      | 昭和29年7月7日 中之口村      | 中之口村                   | 中之口村                          | 中之口村                     | 中之口村                    | 平成17年3月21日 新潟市に編入  | 新潟市 |
| 道上村ノ内                        | 道上村ノ内                        | 道上村ノ内           | 明治15年 道上村              | 明治15年 道上村              | 明治15年 道上村              | 道上村                     | 明治34年11月1日 道上村         | 道上村                     | 道上村                      | 昭和29年7月7日 中之口村      | 中之口村                   | 中之口村                          | 中之口村                     | 中之口村                    | 平成17年3月21日 新潟市に編入  | 新潟市 |
| 福島村                            | 福島村                            | 福島村               | 福島村                       | 福島村                       | 福島村                       | 道上村                     | 明治34年11月1日 道上村         | 道上村                     | 道上村                      | 昭和29年7月7日 中之口村      | 中之口村                   | 中之口村                          | 中之口村                     | 中之口村                    | 平成17年3月21日 新潟市に編入  | 新潟市 |
| 河間村                            | 河間村                            | 河間村               | 河間村                       | 河間村                       | 河間村                       | 道上村                     | 明治34年11月1日 道上村         | 道上村                     | 道上村                      | 昭和29年7月7日 中之口村      | 中之口村                   | 中之口村                          | 中之口村                     | 中之口村                    | 平成17年3月21日 新潟市に編入  | 新潟市 |
| 打越村                            | 打越村                            | 打越村               | 打越村                       | 打越村                       | 打越村                       | 打越村                     | 明治34年11月1日 道上村         | 道上村                     | 道上村                      | 昭和29年7月7日 中之口村      | 中之口村                   | 中之口村                          | 中之口村                     | 中之口村                    | 平成17年3月21日 新潟市に編入  | 新潟市 |
| 牧ヶ島村                          | 牧ヶ島村                          | 牧ヶ島村             | 牧ヶ島村                     | 牧ヶ島村                     | 牧ヶ島村                     | 打越村                     | 明治34年11月1日 道上村         | 道上村                     | 道上村                      | 昭和29年7月7日 中之口村      | 中之口村                   | 中之口村                          | 中之口村                     | 中之口村                    | 平成17年3月21日 新潟市に編入  | 新潟市 |
| 三ツ門新村                        | 三ツ門新村                        | 三ツ門新村           | 三ツ門新村                   | 三ツ門新村                   | 三ツ門新村                   | 三針村                     | 明治34年11月1日 道上村         | 道上村                     | 道上村                      | 昭和29年7月7日 中之口村      | 中之口村                   | 中之口村                          | 中之口村                     | 中之口村                    | 平成17年3月21日 新潟市に編入  | 新潟市 |
| 針ヶ曽根村                        | 針ヶ曽根村                        | 針ヶ曽根村           | 針ヶ曽根村                   | 針ヶ曽根村                   | 針ヶ曽根村                   | 三針村                     | 明治34年11月1日 小吉村         | 小吉村                     | 小吉村                      | 昭和29年7月7日 中之口村      | 中之口村                   | 中之口村                          | 中之口村                     | 中之口村                    | 平成17年3月21日 新潟市に編入  | 新潟市 |
| 長場村                            | 長場村                            | 長場村               | 長場村                       | 長場村                       | 長場村                       | 小吉村                     | 明治34年11月1日 小吉村         | 小吉村                     | 小吉村                      | 昭和29年7月7日 中之口村      | 中之口村                   | 中之口村                          | 中之口村                     | 中之口村                    | 平成17年3月21日 新潟市に編入  | 新潟市 |
| 潟浦新村                          | 潟浦新村                          | 潟浦新村             | 潟浦新村                     | 潟浦新村                     | 潟浦新村                     | 小吉村                     | 明治34年11月1日 小吉村         | 小吉村                     | 小吉村                      | 昭和29年7月7日 中之口村      | 中之口村                   | 中之口村                          | 中之口村                     | 中之口村                    | 平成17年3月21日 新潟市に編入  | 新潟市 |
| 高野宮村                          | 高野宮村                          | 高野宮村             | 高野宮村                     | 高野宮村                     | 高野宮村                     | 小吉村                     | 明治34年11月1日 小吉村         | 小吉村                     | 小吉村                      | 昭和29年7月7日 中之口村      | 中之口村                   | 中之口村                          | 中之口村                     | 中之口村                    | 平成17年3月21日 新潟市に編入  | 新潟市 |
| 中村                              | 中村                              | 中村                 | 明治12年 改称 東中村         | 明治12年 改称 東中村         | 明治12年 改称 東中村         | 小吉村                     | 明治34年11月1日 小吉村         | 小吉村                     | 小吉村                      | 昭和29年7月7日 中之口村      | 中之口村                   | 中之口村                          | 中之口村                     | 中之口村                    | 平成17年3月21日 新潟市に編入  | 新潟市 |
| 六分村                            | 六分村                            | 六分村               | 六分村                       | 六分村                       | 六分村                       | 小吉村                     | 明治34年11月1日 小吉村         | 小吉村                     | 小吉村                      | 昭和29年7月7日 中之口村      | 中之口村                   | 中之口村                          | 中之口村                     | 中之口村                    | 平成17年3月21日 新潟市に編入  | 新潟市 |
| 門田村                            | 門田村                            | 門田村               | 門田村                       | 門田村                       | 門田村                       | 小吉村                     | 明治34年11月1日 小吉村         | 小吉村                     | 小吉村                      | 昭和29年7月7日 中之口村      | 中之口村                   | 中之口村                          | 中之口村                     | 中之口村                    | 平成17年3月21日 新潟市に編入  | 新潟市 |
| 船越村                            | 船越村                            | 船越村               | 明治12年 改称 東船越村       | 明治12年 改称 東船越村       | 明治12年 改称 東船越村       | 小吉村                     | 明治34年11月1日 小吉村         | 小吉村                     | 小吉村                      | 昭和29年7月7日 中之口村      | 中之口村                   | 中之口村                          | 中之口村                     | 中之口村                    | 平成17年3月21日 新潟市に編入  | 新潟市 |
| 真田村                            | 真田村                            | 真田村               | 真田村                       | 真田村                       | 真田村                       | 鎧郷村                     | 明治34年11月1日 鎧郷村         | 鎧郷村                     | 鎧郷村                      | 昭和30年3月31日 西川町       | 西川町                     | 西川町                            | 西川町                       | 昭和36年6月10日 西川町      | 平成17年3月21日 新潟市に編入  | 新潟市 |
| 天竺堂村                          | 天竺堂村                          | 天竺堂村             | 天竺堂村                     | 天竺堂村                     | 天竺堂村                     | 鎧郷村                     | 明治34年11月1日 鎧郷村         | 鎧郷村                     | 鎧郷村                      | 昭和30年3月31日 西川町       | 西川町                     | 西川町                            | 西川町                       | 昭和36年6月10日 西川町      | 平成17年3月21日 新潟市に編入  | 新潟市 |
| 槙島村                            | 槙島村                            | 槙島村               | 槙島村                       | 槙島村                       | 槙島村                       | 鎧郷村                     | 明治34年11月1日 鎧郷村         | 鎧郷村                     | 鎧郷村                      | 昭和30年3月31日 西川町       | 西川町                     | 西川町                            | 西川町                       | 昭和36年6月10日 西川町      | 平成17年3月21日 新潟市に編入  | 新潟市 |
| 押付村                            | 押付村                            | 押付村               | 押付村                       | 押付村                       | 押付村                       | 鎧郷村                     | 明治34年11月1日 鎧郷村         | 鎧郷村                     | 鎧郷村                      | 昭和30年3月31日 西川町       | 西川町                     | 西川町                            | 西川町                       | 昭和36年6月10日 西川町      | 平成17年3月21日 新潟市に編入  | 新潟市 |
| 矢島村古新田                      | 矢島村古新田                      | 矢島村古新田         | 矢島村古新田                 | 矢島村古新田                 | 矢島村古新田                 | 鎧郷村                     | 明治34年11月1日 鎧郷村         | 鎧郷村                     | 鎧郷村                      | 昭和30年3月31日 西川町       | 西川町                     | 西川町                            | 西川町                       | 昭和36年6月10日 西川町      | 平成17年3月21日 新潟市に編入  | 新潟市 |
| 割前村                            | 割前村                            | 割前村               | 割前村                       | 割前村                       | 割前村                       | 鎧郷村                     | 明治34年11月1日 鎧郷村         | 鎧郷村                     | 鎧郷村                      | 昭和30年3月31日 西川町       | 昭和30年7月10日 巻町に編入 | 巻町                              | 巻町                         | 巻町                        | 平成17年10月10日 新潟市に編入 | 新潟市 |
| 葉萱場車場村                      | 葉萱場車場村                      | 葉萱場車場村         | 葉萱場車場村                 | 葉萱場車場村                 | 葉萱場車場村                 | 鎧郷村                     | 明治34年11月1日 鎧郷村         | 鎧郷村                     | 鎧郷村                      | 昭和30年3月31日 西川町       | 昭和30年7月10日 巻町に編入 | 巻町                              | 巻町                         | 巻町                        | 平成17年10月10日 新潟市に編入 | 新潟市 |
| 中郷屋村                          | 中郷屋村                          | 中郷屋村             | 中郷屋村                     | 中郷屋村                     | 中郷屋村                     | 鎧郷村                     | 明治34年11月1日 鎧郷村         | 鎧郷村                     | 鎧郷村                      | 昭和30年3月31日 西川町       | 昭和30年7月10日 巻町に編入 | 巻町                              | 巻町                         | 巻町                        | 平成17年10月10日 新潟市に編入 | 新潟市 |
| 東汰上村                          | 東汰上村                          | 東汰上村             | 東汰上村                     | 東汰上村                     | 東汰上村                     | 鎧郷村                     | 明治34年11月1日 鎧郷村         | 鎧郷村                     | 鎧郷村                      | 昭和30年3月31日 西川町       | 昭和30年7月10日 巻町に編入 | 巻町                              | 巻町                         | 巻町                        | 平成17年10月10日 新潟市に編入 | 新潟市 |
| 羽田村                            | 羽田村                            | 羽田村               | 羽田村                       | 羽田村                       | 羽田村                       | 西川村                     | 明治34年11月1日 鎧郷村         | 鎧郷村                     | 鎧郷村                      | 昭和30年3月31日 西川町       | 昭和30年7月10日 巻町に編入 | 巻町                              | 巻町                         | 巻町                        | 平成17年10月10日 新潟市に編入 | 新潟市 |
| 西汰上村                          | 西汰上村                          | 西汰上村             | 西汰上村                     | 西汰上村                     | 西汰上村                     | 西川村                     | 明治34年11月1日 鎧郷村         | 鎧郷村                     | 鎧郷村                      | 昭和30年3月31日 西川町       | 西川町                     | 西川町                            | 西川町                       | 昭和36年6月10日 西川町      | 平成17年3月21日 新潟市に編入  | 新潟市 |
| 中島新田村                        | 中島新田村                        | 中島新田村           | 中島新田村                   | 中島新田村                   | 中島新田村                   | 西川村                     | 明治34年11月1日 鎧郷村         | 鎧郷村                     | 鎧郷村                      | 昭和30年3月31日 西川町       | 西川町                     | 西川町                            | 西川町                       | 昭和36年6月10日 西川町      | 平成17年3月21日 新潟市に編入  | 新潟市 |
| 川崎郷屋村                        | 川崎郷屋村                        | 川崎郷屋村           | 川崎郷屋村                   | 川崎郷屋村                   | 川崎郷屋村                   | 西川村                     | 明治34年11月1日 鎧郷村         | 鎧郷村                     | 鎧郷村                      | 昭和30年3月31日 西川町       | 西川町                     | 西川町                            | 西川町                       | 昭和36年6月10日 西川町      | 平成17年3月21日 新潟市に編入  | 新潟市 |
| 尺子木村                          |                                   | 川崎郷屋村           | 川崎郷屋村                   | 川崎郷屋村                   | 川崎郷屋村                   | 西川村                     | 明治34年11月1日 鎧郷村         | 鎧郷村                     | 鎧郷村                      | 昭和30年3月31日 西川町       | 西川町                     | 西川町                            | 西川町                       | 昭和36年6月10日 西川町      | 平成17年3月21日 新潟市に編入  | 新潟市 |
| 下山村                            | 下山村                            | 下山村               | 下山村                       | 下山村                       | 下山村                       | 西川村                     | 明治34年11月1日 鎧郷村         | 鎧郷村                     | 鎧郷村                      | 昭和30年3月31日 西川町       | 西川町                     | 西川町                            | 西川町                       | 昭和36年6月10日 西川町      | 平成17年3月21日 新潟市に編入  | 新潟市 |
| 平野村                            | 平野村                            | 平野村               | 平野村                       | 平野村                       | 平野村                       | 西川村                     | 明治34年11月1日 鎧郷村         | 鎧郷村                     | 鎧郷村                      | 昭和30年3月31日 西川町       | 西川町                     | 西川町                            | 西川町                       | 昭和36年6月10日 西川町      | 平成17年3月21日 新潟市に編入  | 新潟市 |
| 鱸郷屋村                          | 鱸郷屋村                          | 鱸郷屋村             | 鱸郷屋村                     | 鱸郷屋村                     | 鱸郷屋村                     | 西川村                     | 明治34年11月1日 鎧郷村         | 鎧郷村                     | 鎧郷村                      | 昭和30年3月31日 西川町       | 西川町                     | 西川町                            | 西川町                       | 昭和36年6月10日 西川町      | 平成17年3月21日 新潟市に編入  | 新潟市 |
| 曽根村                            | 曽根村                            | 曽根村               | 明治13年 曽根村              | 明治13年 曽根村              | 明治13年 曽根村              | 曽根村                     | 曽根村                         | 昭和5年12月1日 町制 曽根町 | 曽根町                      | 昭和30年3月31日 西川町       | 西川町                     | 西川町                            | 西川町                       | 昭和36年6月10日 西川町      | 平成17年3月21日 新潟市に編入  | 新潟市 |
| 富出村外新田                      | 富出村外新田                      | 富出村外新田         | 明治13年 曽根村              | 明治13年 曽根村              | 明治13年 曽根村              | 曽根村                     | 曽根村                         | 昭和5年12月1日 町制 曽根町 | 曽根町                      | 昭和30年3月31日 西川町       | 西川町                     | 西川町                            | 西川町                       | 昭和36年6月10日 西川町      | 平成17年3月21日 新潟市に編入  | 新潟市 |
| 善光寺村                          | 善光寺村                          | 善光寺村             | 善光寺村                     | 善光寺村                     | 善光寺村                     | 曽根村                     | 曽根村                         | 昭和5年12月1日 町制 曽根町 | 曽根町                      | 昭和30年3月31日 西川町       | 西川町                     | 西川町                            | 西川町                       | 昭和36年6月10日 西川町      | 平成17年3月21日 新潟市に編入  | 新潟市 |
| 桑山村                            | 桑山村                            | 桑山村               | 桑山村                       | 桑山村                       | 桑山村                       | 曽根村                     | 曽根村                         | 昭和5年12月1日 町制 曽根町 | 曽根町                      | 昭和30年3月31日 西川町       | 西川町                     | 西川町                            | 西川町                       | 昭和36年6月10日 西川町      | 平成17年3月21日 新潟市に編入  | 新潟市 |
| 善光寺村受                        | 善光寺村受                        | 善光寺村受           | 善光寺村受                   | 善光寺村受                   | 善光寺村受                   | 曽根村                     | 曽根村                         | 昭和5年12月1日 町制 曽根町 | 曽根町                      | 昭和30年3月31日 西川町       | 西川町                     | 西川町                            | 西川町                       | 昭和36年6月10日 西川町      | 平成17年3月21日 新潟市に編入  | 新潟市 |
| 籏屋村                            | 籏屋村                            | 籏屋村               | 籏屋村                       | 籏屋村                       | 籏屋村                       | 曽根村                     | 曽根村                         | 昭和5年12月1日 町制 曽根町 | 曽根町                      | 昭和30年3月31日 西川町       | 西川町                     | 西川町                            | 西川町                       | 昭和36年6月10日 西川町      | 平成17年3月21日 新潟市に編入  | 新潟市 |
| 松崎村外新田                      | 松崎村外新田                      | 松崎村               | 松崎村                       | 松崎村                       | 松崎村                       | 曽根村                     | 曽根村                         | 昭和5年12月1日 町制 曽根町 | 曽根町                      | 昭和30年3月31日 西川町       | 西川町                     | 西川町                            | 西川町                       | 昭和36年6月10日 西川町      | 平成17年3月21日 新潟市に編入  | 新潟市 |
| 升潟村                            | 升潟村                            | 升潟村               | 升潟村                       | 升潟村                       | 升潟村                       | 升潟村                     | 升潟村                         | 升潟村                     | 升潟村                      | 升潟村                       | 升潟村                     | 升潟村                            | 升潟村                       | 昭和36年6月10日 西川町      | 平成17年3月21日 新潟市に編入  | 新潟市 |
| 兵右衛門新田                      | 兵右衛門新田                      | 兵右衛門新田         | 兵右衛門新田                 | 兵右衛門新田                 | 兵右衛門新田                 | 升潟村                     | 升潟村                         | 升潟村                     | 升潟村                      | 升潟村                       | 升潟村                     | 升潟村                            | 升潟村                       | 昭和36年6月10日 西川町      | 平成17年3月21日 新潟市に編入  | 新潟市 |
| 大潟村古新田                      | 大潟村古新田                      | 大潟村古新田         | 大潟村古新田                 | 大潟村古新田                 | 大潟村古新田                 | 升潟村                     | 升潟村                         | 升潟村                     | 升潟村                      | 升潟村                       | 升潟村                     | 升潟村                            | 升潟村                       | 昭和36年6月10日 西川町      | 平成17年3月21日 新潟市に編入  | 新潟市 |
| 浦村新田村                        | 浦村新田村                        | 浦村新田村           | 浦村新田村                   | 浦村新田村                   | 浦村新田村                   | 升潟村                     | 升潟村                         | 升潟村                     | 升潟村                      | 升潟村                       | 升潟村                     | 升潟村                            | 升潟村                       | 昭和36年6月10日 西川町      | 平成17年3月21日 新潟市に編入  | 新潟市 |
| 大関村古新田                      | 大関村古新田                      | 大関村古新田         | 大関村古新田                 | 大関村古新田                 | 大関村古新田                 | 升潟村                     | 升潟村                         | 升潟村                     | 升潟村                      | 升潟村                       | 升潟村                     | 升潟村                            | 升潟村                       | 昭和36年6月10日 西川町      | 平成17年3月21日 新潟市に編入  | 新潟市 |
| 升岡新田                          | 升岡新田                          | 升岡新田             | 升岡新田                     | 升岡新田                     | 升岡新田                     | 升潟村                     | 升潟村                         | 升潟村                     | 升潟村                      | 升潟村                       | 升潟村                     | 升潟村                            | 升潟村                       | 昭和36年6月10日 西川町      | 平成17年3月21日 新潟市に編入  | 新潟市 |
| 貝柄新田                          | 貝柄新田                          | 貝柄新田             | 貝柄新田                     | 貝柄新田                     | 貝柄新田                     | 升潟村                     | 升潟村                         | 升潟村                     | 升潟村                      | 升潟村                       | 升潟村                     | 升潟村                            | 升潟村                       | 昭和36年6月10日 西川町      | 平成17年3月21日 新潟市に編入  | 新潟市 |
| 三角野新田                        | 三角野新田                        | 三角野新田           | 三角野新田                   | 三角野新田                   | 三角野新田                   | 升潟村                     | 升潟村                         | 升潟村                     | 升潟村                      | 升潟村                       | 升潟村                     | 升潟村                            | 升潟村                       | 昭和36年6月10日 西川町      | 平成17年3月21日 新潟市に編入  | 新潟市 |
| 堀上新田                          | 堀上新田                          | 堀上新田             | 堀上新田                     | 堀上新田                     | 堀上新田                     | 升潟村                     | 升潟村                         | 升潟村                     | 升潟村                      | 升潟村                       | 升潟村                     | 升潟村                            | 升潟村                       | 昭和36年6月10日 西川町      | 平成17年3月21日 新潟市に編入  | 新潟市 |
| 与兵衛野新田                      | 与兵衛野新田                      | 与兵衛野新田         | 与兵衛野新田                 | 与兵衛野新田                 | 与兵衛野新田                 | 升潟村                     | 升潟村                         | 升潟村                     | 升潟村                      | 升潟村                       | 升潟村                     | 升潟村                            | 升潟村                       | 昭和36年6月10日 西川町      | 平成17年3月21日 新潟市に編入  | 新潟市 |
| 熊潟新田                          | 熊潟新田                          | 熊潟新田             | 熊潟新田                     | 熊潟新田                     | 熊潟新田                     | 升潟村                     | 升潟村                         | 升潟村                     | 升潟村                      | 升潟村                       | 升潟村                     | 升潟村                            | 升潟村                       | 昭和36年6月10日 西川町      | 平成17年3月21日 新潟市に編入  | 新潟市 |
| 遠藤村                            | 遠藤村                            | 遠藤村               | 遠藤村                       | 遠藤村                       | 遠藤村                       | 横戸村                     | 明治34年11月1日 四ツ合村       | 四ツ合村                   | 四ツ合村                    | 昭和30年3月31日 潟東村       | 昭和30年3月31日 潟東村     | 潟東村                            | 潟東村                       | 潟東村                      | 平成17年3月21日 新潟市に編入  | 新潟市 |
| 横戸村                            | 横戸村                            | 横戸村               | 横戸村                       | 横戸村                       | 横戸村                       | 横戸村                     | 明治34年11月1日 四ツ合村       | 四ツ合村                   | 四ツ合村                    | 昭和30年3月31日 潟東村       | 昭和30年3月31日 潟東村     | 潟東村                            | 潟東村                       | 潟東村                      | 平成17年3月21日 新潟市に編入  | 新潟市 |
| 水沢新田村                        | 水沢新田村                        | 水沢新田村           | 水沢新田村                   | 明治17年 水沢新田村          | 明治19年 水沢新田村          | 横戸村                     | 明治34年11月1日 四ツ合村       | 四ツ合村                   | 四ツ合村                    | 昭和30年3月31日 潟東村       | 昭和30年3月31日 潟東村     | 潟東村                            | 潟東村                       | 潟東村                      | 平成17年3月21日 新潟市に編入  | 新潟市 |
| 嵐潟新田                          | 嵐潟新田                          | 嵐潟新田             | 嵐潟新田                     | 明治17年 水沢新田村          | 明治19年 水沢新田村          | 横戸村                     | 明治34年11月1日 四ツ合村       | 四ツ合村                   | 四ツ合村                    | 昭和30年3月31日 潟東村       | 昭和30年3月31日 潟東村     | 潟東村                            | 潟東村                       | 潟東村                      | 平成17年3月21日 新潟市に編入  | 新潟市 |
| 水沢新田村受                      | 水沢新田村受                      | 水沢新田村受         | 水沢新田村受                 | 水沢新田村受                 | 明治19年 水沢新田村          | 横戸村                     | 明治34年11月1日 四ツ合村       | 四ツ合村                   | 四ツ合村                    | 昭和30年3月31日 潟東村       | 昭和30年3月31日 潟東村     | 潟東村                            | 潟東村                       | 潟東村                      | 平成17年3月21日 新潟市に編入  | 新潟市 |
| 横戸村受                          | 横戸村受                          | 横戸村受             | 横戸村受                     | 横戸村受                     | 横戸村受                     | 横戸村                     | 明治34年11月1日 四ツ合村       | 四ツ合村                   | 四ツ合村                    | 昭和30年3月31日 潟東村       | 昭和30年3月31日 潟東村     | 潟東村                            | 潟東村                       | 潟東村                      | 平成17年3月21日 新潟市に編入  | 新潟市 |
| 井随村                            | 井随村                            | 井随村               | 井随村                       | 井随村                       | 井随村                       | 井随村                     | 明治34年11月1日 四ツ合村       | 四ツ合村                   | 四ツ合村                    | 昭和30年3月31日 潟東村       | 昭和30年3月31日 潟東村     | 潟東村                            | 潟東村                       | 潟東村                      | 平成17年3月21日 新潟市に編入  | 新潟市 |
| 山口新田村                        | 山口新田村                        | 山口新田村           | 山口新田村                   | 山口新田村                   | 山口新田村                   | 島方村                     | 明治34年11月1日 四ツ合村       | 四ツ合村                   | 四ツ合村                    | 昭和30年3月31日 潟東村       | 昭和30年3月31日 潟東村     | 潟東村                            | 潟東村                       | 潟東村                      | 平成17年3月21日 新潟市に編入  | 新潟市 |
| 熊谷村                            | 熊谷村                            | 熊谷村               | 熊谷村                       | 熊谷村                       | 熊谷村                       | 島方村                     | 明治34年11月1日 四ツ合村       | 四ツ合村                   | 四ツ合村                    | 昭和30年3月31日 潟東村       | 昭和30年3月31日 潟東村     | 潟東村                            | 潟東村                       | 潟東村                      | 平成17年3月21日 新潟市に編入  | 新潟市 |
| 山口新田村受                      | 山口新田村受                      | 山口新田村受         | 山口新田村受                 | 山口新田村受                 | 山口新田村受                 | 島方村                     | 明治34年11月1日 四ツ合村       | 四ツ合村                   | 四ツ合村                    | 昭和30年3月31日 潟東村       | 昭和30年3月31日 潟東村     | 潟東村                            | 潟東村                       | 潟東村                      | 平成17年3月21日 新潟市に編入  | 新潟市 |
| 熊谷村受                          | 熊谷村受                          | 熊谷村受             | 熊谷村受                     | 熊谷村受                     | 熊谷村受                     | 島方村                     | 明治34年11月1日 四ツ合村       | 四ツ合村                   | 四ツ合村                    | 昭和30年3月31日 潟東村       | 昭和30年3月31日 潟東村     | 潟東村                            | 潟東村                       | 潟東村                      | 平成17年3月21日 新潟市に編入  | 新潟市 |
| 五野上村                          | 五野上村                          | 五野上村             | 五野上村                     | 五野上村                     | 五野上村                     | 五之上村                   | 明治34年11月1日 四ツ合村       | 四ツ合村                   | 四ツ合村                    | 昭和30年3月31日 潟東村       | 昭和30年3月31日 潟東村     | 潟東村                            | 潟東村                       | 潟東村                      | 平成17年3月21日 新潟市に編入  | 新潟市 |
| 五野上村新田                      |                                   | 五野上村             | 五野上村                     | 五野上村                     | 五野上村                     | 五之上村                   | 明治34年11月1日 四ツ合村       | 四ツ合村                   | 四ツ合村                    | 昭和30年3月31日 潟東村       | 昭和30年3月31日 潟東村     | 潟東村                            | 潟東村                       | 潟東村                      | 平成17年3月21日 新潟市に編入  | 新潟市 |
| 五野上村受                        | 五野上村受                        | 五野上村受           | 五野上村受                   | 五野上村受                   | 五野上村受                   | 五之上村                   | 明治34年11月1日 四ツ合村       | 四ツ合村                   | 四ツ合村                    | 昭和30年3月31日 潟東村       | 昭和30年3月31日 潟東村     | 潟東村                            | 潟東村                       | 潟東村                      | 平成17年3月21日 新潟市に編入  | 新潟市 |
| 遠藤村受                          | 遠藤村受                          | 遠藤村受             | 遠藤村受                     | 遠藤村受                     | 遠藤村受                     | 五之上村                   | 明治34年11月1日 四ツ合村       | 四ツ合村                   | 四ツ合村                    | 昭和30年3月31日 潟東村       | 昭和30年3月31日 潟東村     | 潟東村                            | 潟東村                       | 潟東村                      | 平成17年3月21日 新潟市に編入  | 新潟市 |
| 大潟村古新田受                    | 大潟村古新田受                    | 大潟村古新田受       | 大潟村古新田受               | 大潟村古新田受               | 大潟村古新田受               | 五之上村                   | 明治34年11月1日 四ツ合村       | 四ツ合村                   | 四ツ合村                    | 昭和30年3月31日 潟東村       | 昭和30年3月31日 潟東村     | 潟東村                            | 潟東村                       | 潟東村                      | 平成17年3月21日 新潟市に編入  | 新潟市 |
| 富出村外新田受                    | 富出村外新田受                    | 富出村外新田受       | 富出村外新田受               | 富出村外新田受               | 富出村外新田受               | 五之上村                   | 明治34年11月1日 四ツ合村       | 四ツ合村                   | 四ツ合村                    | 昭和30年3月31日 潟東村       | 昭和30年3月31日 潟東村     | 潟東村                            | 潟東村                       | 潟東村                      | 平成17年3月21日 新潟市に編入  | 新潟市 |
| 松崎村外新田受                    | 松崎村外新田受                    | 松崎村外新田受       | 松崎村外新田受               | 松崎村外新田受               | 松崎村外新田受               | 五之上村                   | 明治34年11月1日 四ツ合村       | 四ツ合村                   | 四ツ合村                    | 昭和30年3月31日 潟東村       | 昭和30年3月31日 潟東村     | 潟東村                            | 潟東村                       | 潟東村                      | 平成17年3月21日 新潟市に編入  | 新潟市 |
| 旗屋村受                          | 旗屋村受                          | 旗屋村受             | 旗屋村受                     | 旗屋村受                     | 旗屋村受                     | 五之上村                   | 明治34年11月1日 四ツ合村       | 四ツ合村                   | 四ツ合村                    | 昭和30年3月31日 潟東村       | 昭和30年3月31日 潟東村     | 潟東村                            | 潟東村                       | 潟東村                      | 平成17年3月21日 新潟市に編入  | 新潟市 |
| 桑山村受                          | 桑山村受                          | 桑山村受             | 桑山村受                     | 桑山村受                     | 桑山村受                     | 五之上村                   | 明治34年11月1日 四ツ合村       | 四ツ合村                   | 四ツ合村                    | 昭和30年3月31日 潟東村       | 昭和30年3月31日 潟東村     | 潟東村                            | 潟東村                       | 潟東村                      | 平成17年3月21日 新潟市に編入  | 新潟市 |
| 卯八郎受                          | 卯八郎受                          | 卯八郎受             | 卯八郎受                     | 卯八郎受                     | 卯八郎受                     | 五之上村                   | 明治34年11月1日 四ツ合村       | 四ツ合村                   | 四ツ合村                    | 昭和30年3月31日 潟東村       | 昭和30年3月31日 潟東村     | 潟東村                            | 潟東村                       | 潟東村                      | 平成17年3月21日 新潟市に編入  | 新潟市 |
| 番屋村                            | 番屋村                            | 番屋村               | 番屋村                       | 番屋村                       | 番屋村                       | 共和村                     | 明治34年11月1日 大原村         | 大原村                     | 大原村                      | 昭和30年3月31日 潟東村       | 昭和30年3月31日 潟東村     | 潟東村                            | 潟東村                       | 潟東村                      | 平成17年3月21日 新潟市に編入  | 新潟市 |
| 茨島村                            | 茨島村                            | 茨島村               | 茨島村                       | 茨島村                       | 茨島村                       | 共和村                     | 明治34年11月1日 大原村         | 大原村                     | 大原村                      | 昭和30年3月31日 潟東村       | 昭和30年3月31日 潟東村     | 潟東村                            | 潟東村                       | 潟東村                      | 平成17年3月21日 新潟市に編入  | 新潟市 |
| 上大原村                          | 上大原村                          | 上大原村             | 上大原村                     | 上大原村                     | 上大原村                     | 共和村                     | 明治34年11月1日 大原村         | 大原村                     | 大原村                      | 昭和30年3月31日 潟東村       | 昭和30年3月31日 潟東村     | 潟東村                            | 潟東村                       | 潟東村                      | 平成17年3月21日 新潟市に編入  | 新潟市 |
| 下大原村                          | 下大原村                          | 下大原村             | 下大原村                     | 下大原村                     | 下大原村                     | 共和村                     | 明治34年11月1日 大原村         | 大原村                     | 大原村                      | 昭和30年3月31日 潟東村       | 昭和30年3月31日 潟東村     | 潟東村                            | 潟東村                       | 潟東村                      | 平成17年3月21日 新潟市に編入  | 新潟市 |
| 国見村                            | 国見村                            | 国見村               | 国見村                       | 国見村                       | 国見村                       | 潟前村                     | 明治34年11月1日 大原村         | 大原村                     | 大原村                      | 昭和30年3月31日 潟東村       | 昭和30年3月31日 潟東村     | 潟東村                            | 潟東村                       | 潟東村                      | 平成17年3月21日 新潟市に編入  | 新潟市 |
| 今井村                            | 今井村                            | 今井村               | 今井村                       | 今井村                       | 今井村                       | 潟前村                     | 明治34年11月1日 大原村         | 大原村                     | 大原村                      | 昭和30年3月31日 潟東村       | 昭和30年3月31日 潟東村     | 潟東村                            | 潟東村                       | 潟東村                      | 平成17年3月21日 新潟市に編入  | 新潟市 |
| 大曽根村                          | 大曽根村                          | 大曽根村             | 大曽根村                     | 大曽根村                     | 大曽根村                     | 潟前村                     | 明治34年11月1日 大原村         | 大原村                     | 大原村                      | 昭和30年3月31日 潟東村       | 昭和30年3月31日 潟東村     | 潟東村                            | 潟東村                       | 潟東村                      | 平成17年3月21日 新潟市に編入  | 新潟市 |
| 新飯田潟上新田                    | 新飯田潟上新田                    | 新飯田潟上新田       | 新飯田潟上新田               | 新飯田潟上新田               | 新飯田潟上新田               | 潟前村                     | 明治34年11月1日 大原村         | 大原村                     | 大原村                      | 昭和30年3月31日 潟東村       | 昭和30年3月31日 潟東村     | 潟東村                            | 潟東村                       | 潟東村                      | 平成17年3月21日 新潟市に編入  | 新潟市 |
| 新飯田潟下新田                    | 新飯田潟下新田                    | 新飯田潟下新田       | 新飯田潟下新田               | 新飯田潟下新田               | 新飯田潟下新田               | 潟前村                     | 明治34年11月1日 大原村         | 大原村                     | 大原村                      | 昭和30年3月31日 潟東村       | 昭和30年3月31日 潟東村     | 潟東村                            | 潟東村                       | 潟東村                      | 平成17年3月21日 新潟市に編入  | 新潟市 |
| 槙岡村外新田                      | 槙岡村外新田                      | 槙岡村外新田         | 槙岡村外新田                 | 槙岡村外新田                 | 槙岡村外新田                 | 佐渡山村                   | 明治34年11月1日 漆山村         | 漆山村                     | 漆山村                      | 昭和30年1月1日 巻町          | 昭和30年1月1日 巻町        | 巻町                              | 巻町                         | 巻町                        | 平成17年10月10日 新潟市に編入 | 新潟市 |
| 並木村                            | 並木村                            | 並木村               | 並木村                       | 並木村                       | 並木村                       | 佐渡山村                   | 明治34年11月1日 漆山村         | 漆山村                     | 漆山村                      | 昭和30年1月1日 巻町          | 昭和30年1月1日 巻町        | 巻町                              | 巻町                         | 巻町                        | 平成17年10月10日 新潟市に編入 | 新潟市 |
| 漆山村                            | 漆山村                            | 漆山村               | 漆山村                       | 漆山村                       | 漆山村                       | 漆山村                     | 明治34年11月1日 漆山村         | 漆山村                     | 漆山村                      | 昭和30年1月1日 巻町          | 昭和30年1月1日 巻町        | 巻町                              | 巻町                         | 巻町                        | 平成17年10月10日 新潟市に編入 | 新潟市 |
| 古志田村新田                      | 古志田村新田                      | 古志田村新田         | 古志田村新田                 | 古志田村新田                 | 古志田村新田                 | 漆山村                     | 明治34年11月1日 漆山村         | 漆山村                     | 漆山村                      | 昭和30年1月1日 巻町          | 昭和30年1月1日 巻町        | 巻町                              | 巻町                         | 巻町                        | 平成17年10月10日 新潟市に編入 | 新潟市 |
| 寺潟村新田                        | 寺潟村新田                        | 寺潟村新田           | 寺潟村新田                   | 寺潟村新田                   | 寺潟村新田                   | 漆山村                     | 明治34年11月1日 漆山村         | 漆山村                     | 漆山村                      | 昭和30年1月1日 巻町          | 昭和30年1月1日 巻町        | 巻町                              | 巻町                         | 巻町                        | 平成17年10月10日 新潟市に編入 | 新潟市 |
| 下郷屋村                          | 下郷屋村                          | 下郷屋村             | 下郷屋村                     | 下郷屋村                     | 下郷屋村                     | 漆山村                     | 明治34年11月1日 漆山村         | 漆山村                     | 漆山村                      | 昭和30年1月1日 巻町          | 昭和30年1月1日 巻町        | 巻町                              | 巻町                         | 巻町                        | 平成17年10月10日 新潟市に編入 | 新潟市 |
| 馬堀村                            | 馬堀村                            | 馬堀村               | 馬堀村                       | 馬堀村                       | 馬堀村                       | 馬堀村                     | 明治34年11月1日 漆山村         | 漆山村                     | 漆山村                      | 昭和30年1月1日 巻町          | 昭和30年1月1日 巻町        | 巻町                              | 巻町                         | 巻町                        | 平成17年10月10日 新潟市に編入 | 新潟市 |
| 中野村                            | 中野村                            | 中野村               | 明治12年 改称 上中野村       | 明治12年 改称 上中野村       | 明治12年 改称 上中野村       | 馬堀村                     | 明治34年11月1日 漆山村         | 漆山村                     | 漆山村                      | 昭和30年1月1日 巻町          | 昭和30年1月1日 巻町        | 巻町                              | 巻町                         | 巻町                        | 平成17年10月10日 新潟市に編入 | 新潟市 |
| 桜林村                            | 桜林村                            | 桜林村               | 桜林村                       | 桜林村                       | 桜林村                       | 馬堀村                     | 明治34年11月1日 漆山村         | 漆山村                     | 漆山村                      | 昭和30年1月1日 巻町          | 昭和30年1月1日 巻町        | 巻町                              | 巻町                         | 巻町                        | 平成17年10月10日 新潟市に編入 | 新潟市 |
| 潟頭村                            | 潟頭村                            | 潟頭村               | 潟頭村                       | 潟頭村                       | 潟頭村                       | 潟南村                     | 明治34年11月1日 漆山村         | 漆山村                     | 漆山村                      | 昭和30年1月1日 巻町          | 昭和30年1月1日 巻町        | 巻町                              | 巻町                         | 巻町                        | 平成17年10月10日 新潟市に編入 | 新潟市 |
| 河井村                            | 河井村                            | 河井村               | 河井村                       | 河井村                       | 河井村                       | 潟南村                     | 明治34年11月1日 漆山村         | 漆山村                     | 漆山村                      | 昭和30年1月1日 巻町          | 昭和30年1月1日 巻町        | 巻町                              | 巻町                         | 巻町                        | 平成17年10月10日 新潟市に編入 | 新潟市 |
| 柿島村                            | 柿島村                            | 柿島村               | 柿島村                       | 柿島村                       | 柿島村                       | 潟南村                     | 明治34年11月1日 漆山村         | 漆山村                     | 漆山村                      | 昭和30年1月1日 巻町          | 昭和30年1月1日 巻町        | 巻町                              | 巻町                         | 巻町                        | 平成17年10月10日 新潟市に編入 | 新潟市 |
| 山島村新田                        | 山島村新田                        | 山島村新田           | 山島村新田                   | 山島村新田                   | 山島村新田                   | 潟南村                     | 明治34年11月1日 漆山村         | 漆山村                     | 漆山村                      | 昭和30年1月1日 巻町          | 昭和30年1月1日 巻町        | 巻町                              | 巻町                         | 巻町                        | 平成17年10月10日 新潟市に編入 | 新潟市 |
| 赤鏥村                            | 赤鏥村                            | 赤鏥村               | 赤鏥村                       | 赤鏥村                       | 赤鏥村                       | 潟南村                     | 明治34年11月1日 漆山村         | 漆山村                     | 昭和24年4月1日 巻町に編入   | 昭和30年1月1日 巻町          | 昭和30年1月1日 巻町        | 巻町                              | 巻町                         | 巻町                        | 平成17年10月10日 新潟市に編入 | 新潟市 |
| 巻村                              | 巻村                              | 巻村                 | 巻村                         | 巻村                         | 巻村                         | 巻村                       | 明治24年4月10日 町制 巻町      | 巻町                       | 巻町                        | 昭和30年1月1日 巻町          | 昭和30年1月1日 巻町        | 巻町                              | 巻町                         | 巻町                        | 平成17年10月10日 新潟市に編入 | 新潟市 |
| 堀山新田村                        | 堀山新田村                        | 堀山新田村           | 堀山新田村                   | 堀山新田村                   | 堀山新田村                   | 巻村                       | 明治24年4月10日 町制 巻町      | 巻町                       | 巻町                        | 昭和30年1月1日 巻町          | 昭和30年1月1日 巻町        | 巻町                              | 巻町                         | 巻町                        | 平成17年10月10日 新潟市に編入 | 新潟市 |
| 大潟田潟植出場                    | ［字鎧潟］                        | 大潟田潟植出場       | 大潟田潟植出場               | 大潟田潟植出場               | 大潟田潟植出場               | 巻村                       | 明治24年4月10日 町制 巻町      | 巻町                       | 巻町                        | 昭和30年1月1日 巻町          | 昭和30年1月1日 巻町        | 巻町                              | 巻町                         | 巻町                        | 平成17年10月10日 新潟市に編入 | 新潟市 |
| 松野尾村                          | 松野尾村                          | 松野尾村             | 松野尾村                     | 松野尾村                     | 松野尾村                     | 松野尾村                   | 松野尾村                       | 松野尾村                   | 松野尾村                    | 昭和30年1月1日 巻町          | 昭和30年1月1日 巻町        | 巻町                              | 巻町                         | 巻町                        | 平成17年10月10日 新潟市に編入 | 新潟市 |
| 松山新田村                        | 松山新田村                        | 松山新田村           | 松山新田村                   | 松山新田村                   | 松山新田村                   | 松野尾村                   | 松野尾村                       | 松野尾村                   | 松野尾村                    | 昭和30年1月1日 巻町          | 昭和30年1月1日 巻町        | 巻町                              | 巻町                         | 巻町                        | 平成17年10月10日 新潟市に編入 | 新潟市 |
| 新保新田村                        | 新保新田村                        | 新保新田村           | 新保新田村                   | 新保新田村                   | 新保新田村                   | 松野尾村                   | 松野尾村                       | 松野尾村                   | 松野尾村                    | 昭和30年1月1日 巻町          | 昭和30年1月1日 巻町        | 巻町                              | 巻町                         | 巻町                        | 平成17年10月10日 新潟市に編入 | 新潟市 |
| 大原新田村                        | 大原新田村                        | 大原新田村           | 大原新田村                   | 大原新田村                   | 大原新田村                   | 松野尾村                   | 松野尾村                       | 松野尾村                   | 松野尾村                    | 昭和30年1月1日 巻町          | 昭和30年1月1日 巻町        | 巻町                              | 巻町                         | 巻町                        | 平成17年10月10日 新潟市に編入 | 新潟市 |
| 前田村                            | 前田村                            | 前田村               | 前田村                       | 前田村                       | 前田村                       | 竹野町村                   | 明治34年11月1日 峰岡村         | 峰岡村                     | 峰岡村                      | 昭和30年1月1日 巻町          | 昭和30年1月1日 巻町        | 巻町                              | 巻町                         | 巻町                        | 平成17年10月10日 新潟市に編入 | 新潟市 |
| 竹野町村                          | 竹野町村                          | 竹野町村             | 竹野町村                     | 竹野町村                     | 竹野町村                     | 竹野町村                   | 明治34年11月1日 峰岡村         | 峰岡村                     | 峰岡村                      | 昭和30年1月1日 巻町          | 昭和30年1月1日 巻町        | 巻町                              | 巻町                         | 巻町                        | 平成17年10月10日 新潟市に編入 | 新潟市 |
| 仁箇村                            | 仁箇村                            | 仁箇村               | 仁箇村                       | 仁箇村                       | 明治18年 仁箇村              | 仁ヶ村                     | 明治34年11月1日 峰岡村         | 峰岡村                     | 峰岡村                      | 昭和30年1月1日 巻町          | 昭和30年1月1日 巻町        | 巻町                              | 巻町                         | 巻町                        | 平成17年10月10日 新潟市に編入 | 新潟市 |
| 横山村外新田                      | 横山村外新田                      | 横山村外新田         | 横山村外新田                 | 明治16年 改称 横山村         | 明治18年 仁箇村              | 仁ヶ村                     | 明治34年11月1日 峰岡村         | 峰岡村                     | 峰岡村                      | 昭和30年1月1日 巻町          | 昭和30年1月1日 巻町        | 巻町                              | 巻町                         | 巻町                        | 平成17年10月10日 新潟市に編入 | 新潟市 |
| 布目村                            | 布目村                            | 布目村               | 布目村                       | 布目村                       | 布目村                       | 仁ヶ村                     | 明治34年11月1日 峰岡村         | 峰岡村                     | 峰岡村                      | 昭和30年1月1日 巻町          | 昭和30年1月1日 巻町        | 巻町                              | 巻町                         | 巻町                        | 平成17年10月10日 新潟市に編入 | 新潟市 |
| 松郷屋村                          | 松郷屋村                          | 松郷屋村             | 松郷屋村                     | 松郷屋村                     | 松郷屋村                     | 福木岡村                   | 明治34年11月1日 峰岡村         | 峰岡村                     | 峰岡村                      | 昭和30年1月1日 巻町          | 昭和30年1月1日 巻町        | 巻町                              | 巻町                         | 巻町                        | 平成17年10月10日 新潟市に編入 | 新潟市 |
| 舟戸村                            | 舟戸村                            | 舟戸村               | 舟戸村                       | 舟戸村                       | 舟戸村                       | 福木岡村                   | 明治34年11月1日 峰岡村         | 峰岡村                     | 峰岡村                      | 昭和30年1月1日 巻町          | 昭和30年1月1日 巻町        | 巻町                              | 巻町                         | 巻町                        | 平成17年10月10日 新潟市に編入 | 新潟市 |
| 平沢村                            | 平沢村                            | 平沢村               | 平沢村                       | 平沢村                       | 平沢村                       | 福木岡村                   | 明治34年11月1日 峰岡村         | 峰岡村                     | 峰岡村                      | 昭和30年1月1日 巻町          | 昭和30年1月1日 巻町        | 巻町                              | 巻町                         | 巻町                        | 平成17年10月10日 新潟市に編入 | 新潟市 |
| 下木島村                          | 下木島村                          | 下木島村             | 下木島村                     | 下木島村                     | 下木島村                     | 福木岡村                   | 明治34年11月1日 峰岡村         | 峰岡村                     | 峰岡村                      | 昭和30年1月1日 巻町          | 昭和30年1月1日 巻町        | 巻町                              | 巻町                         | 巻町                        | 平成17年10月10日 新潟市に編入 | 新潟市 |
| 上木島村                          | 上木島村                          | 上木島村             | 上木島村                     | 上木島村                     | 上木島村                     | 福木岡村                   | 明治34年11月1日 峰岡村         | 峰岡村                     | 峰岡村                      | 昭和30年1月1日 巻町          | 昭和30年1月1日 巻町        | 巻町                              | 巻町                         | 巻町                        | 平成17年10月10日 新潟市に編入 | 新潟市 |
| 鷲ノ木村                          | 鷲ノ木村                          | 鷲ノ木村             | 鷲ノ木村                     | 鷲ノ木村                     | 鷲ノ木村                     | 福木岡村                   | 明治34年11月1日 峰岡村         | 峰岡村                     | 峰岡村                      | 昭和30年1月1日 巻町          | 昭和30年1月1日 巻町        | 巻町                              | 巻町                         | 巻町                        | 平成17年10月10日 新潟市に編入 | 新潟市 |
| 福井村                            | 福井村                            | 福井村               | 福井村                       | 福井村                       | 福井村                       | 福木岡村                   | 明治34年11月1日 峰岡村         | 峰岡村                     | 峰岡村                      | 昭和30年1月1日 巻町          | 昭和30年1月1日 巻町        | 巻町                              | 巻町                         | 巻町                        | 平成17年10月10日 新潟市に編入 | 新潟市 |
|                                   |                                   | 峰岡村               |                              |                              |                              | 福木岡村                   | 明治34年11月1日 峰岡村         | 峰岡村                     | 峰岡村                      | 昭和30年1月1日 巻町          | 昭和30年1月1日 巻町        | 巻町                              | 巻町                         | 巻町                        | 平成17年10月10日 新潟市に編入 | 新潟市 |
| 稲島村                            | 稲島村                            | 稲島村               | 稲島村                       | 稲島村                       | 稲島村                       | 稲島村                     | 明治34年11月1日 峰岡村         | 峰岡村                     | 峰岡村                      | 昭和30年1月1日 巻町          | 昭和30年1月1日 巻町        | 巻町                              | 巻町                         | 巻町                        | 平成17年10月10日 新潟市に編入 | 新潟市 |
| 大谷外新田                        |                                   | 稲島村               | 稲島村                       | 稲島村                       | 稲島村                       | 稲島村                     | 明治34年11月1日 峰岡村         | 峰岡村                     | 峰岡村                      | 昭和30年1月1日 巻町          | 昭和30年1月1日 巻町        | 巻町                              | 巻町                         | 巻町                        | 平成17年10月10日 新潟市に編入 | 新潟市 |
| 伏部村                            | 伏部村                            | 伏部村               | 伏部村                       | 伏部村                       | 伏部村                       | 稲島村                     | 明治34年11月1日 峰岡村         | 峰岡村                     | 峰岡村                      | 昭和30年1月1日 巻町          | 昭和30年1月1日 巻町        | 巻町                              | 巻町                         | 巻町                        | 平成17年10月10日 新潟市に編入 | 新潟市 |
| 五ヶ浜村                          | 五ヶ浜村                          | 五ヶ浜村             | 五ヶ浜村                     | 五ヶ浜村                     | 五ヶ浜村                     | 五ヶ浜村                   | 明治34年11月1日 浦浜村         | 浦浜村                     | 浦浜村                      | 昭和30年1月1日 巻町          | 昭和30年1月1日 巻町        | 巻町                              | 巻町                         | 巻町                        | 平成17年10月10日 新潟市に編入 | 新潟市 |
| 角海浜村                          | 角海浜村                          | 角海浜村             | 角海浜村                     | 角海浜村                     | 角海浜村                     | 角海浜村                   | 明治34年11月1日 浦浜村         | 浦浜村                     | 浦浜村                      | 昭和30年1月1日 巻町          | 昭和30年1月1日 巻町        | 巻町                              | 巻町                         | 巻町                        | 平成17年10月10日 新潟市に編入 | 新潟市 |
| 角田浜村                          | 角田浜村                          | 角田浜村             | 角田浜村                     | 角田浜村                     | 角田浜村                     | 角田浜村                   | 明治34年11月1日 角田村         | 角田村                     | 角田村                      | 昭和30年1月1日 巻町          | 昭和30年1月1日 巻町        | 巻町                              | 巻町                         | 巻町                        | 平成17年10月10日 新潟市に編入 | 新潟市 |
| 越前浜村                          | 越前浜村                          | 越前浜村             | 越前浜村                     | 越前浜村                     | 越前浜村                     | 越前浜村                   | 明治34年11月1日 角田村         | 角田村                     | 角田村                      | 昭和30年1月1日 巻町          | 昭和30年1月1日 巻町        | 巻町                              | 巻町                         | 巻町                        | 平成17年10月10日 新潟市に編入 | 新潟市 |
| 四ツ郷屋村                        | 四ツ郷屋村                        | 四ツ郷屋村           | 四ツ郷屋村                   | 四ツ郷屋村                   | 四ツ郷屋村                   | 木山村                     | 明治34年11月1日 角田村         | 角田村                     | 角田村                      | 昭和30年1月1日 巻町          | 昭和30年1月1日 巻町        | 巻町                              | 巻町                         | 巻町                        | 平成17年10月10日 新潟市に編入 | 新潟市 |
| 丸山新田村                        | 丸山新田村                        | 丸山新田村           | 丸山新田村                   | 丸山新田村                   | 丸山新田村                   | 木山村                     | 明治34年11月1日 赤塚村         | 赤塚村                     | 赤塚村                      | 赤塚村                       | 赤塚村                     | 赤塚村                            | 赤塚村                       | 昭和36年6月1日 新潟市に編入 | 新潟市                        | 新潟市 |
| 北山新田村                        | 北山新田村                        | 北山新田村           | 北山新田村                   | 北山新田村                   | 北山新田村                   | 木山村                     | 明治34年11月1日 赤塚村         | 赤塚村                     | 赤塚村                      | 赤塚村                       | 赤塚村                     | 赤塚村                            | 赤塚村                       | 昭和36年6月1日 新潟市に編入 | 新潟市                        | 新潟市 |
| 木戸新田村                        | 木戸新田村                        | 木戸新田村           | 木戸新田村                   | 木戸新田村                   | 木戸新田村                   | 木山村                     | 明治34年11月1日 赤塚村         | 赤塚村                     | 赤塚村                      | 赤塚村                       | 赤塚村                     | 赤塚村                            | 赤塚村                       | 昭和36年6月1日 新潟市に編入 | 新潟市                        | 新潟市 |
| 谷内新田村                        | 谷内新田村                        | 谷内新田村           | 谷内新田村                   | 谷内新田村                   | 谷内新田村                   | 木山村                     | 明治34年11月1日 赤塚村         | 赤塚村                     | 赤塚村                      | 赤塚村                       | 赤塚村                     | 赤塚村                            | 赤塚村                       | 昭和36年6月1日 新潟市に編入 | 新潟市                        | 新潟市 |
| 山崎村古新田                      | 山崎村古新田                      | 山崎村古新田         | 山崎村古新田                 | 山崎村古新田                 | 山崎村古新田                 | 赤塚村                     | 明治34年11月1日 赤塚村         | 赤塚村                     | 赤塚村                      | 赤塚村                       | 赤塚村                     | 赤塚村                            | 赤塚村                       | 昭和36年6月1日 新潟市に編入 | 新潟市                        | 新潟市 |
| 赤塚村                            | 赤塚村                            | 赤塚村               | 赤塚村                       | 赤塚村                       | 赤塚村                       | 赤塚村                     | 明治34年11月1日 赤塚村         | 赤塚村                     | 赤塚村                      | 赤塚村                       | 赤塚村                     | 赤塚村                            | 赤塚村                       | 昭和36年6月1日 新潟市に編入 | 新潟市                        | 新潟市 |
| 藤蔵新田                          | 藤蔵新田                          | 藤蔵新田             | 藤蔵新田                     | 藤蔵新田                     | 藤蔵新田                     | 赤塚村                     | 明治34年11月1日 赤塚村         | 赤塚村                     | 赤塚村                      | 赤塚村                       | 赤塚村                     | 赤塚村                            | 赤塚村                       | 昭和36年6月1日 新潟市に編入 | 新潟市                        | 新潟市 |
| 坂田新田村                        | 坂田新田村                        | 坂田新田村           | 坂田新田村                   | 坂田新田村                   | 坂田新田村                   | 赤塚村                     | 明治34年11月1日 赤塚村         | 赤塚村                     | 赤塚村                      | 赤塚村                       | 赤塚村                     | 赤塚村                            | 赤塚村                       | 昭和36年6月1日 新潟市に編入 | 新潟市                        | 新潟市 |
| 中権寺村                          | 中権寺村                          | 中権寺村             | 中権寺村                     | 中権寺村                     | 中権寺村                     | 五十嵐浜村                 | 明治34年11月1日 赤塚村         | 赤塚村                     | 赤塚村                      | 赤塚村                       | 赤塚村                     | 赤塚村                            | 赤塚村                       | 昭和36年6月1日 新潟市に編入 | 新潟市                        | 新潟市 |
| 五十嵐浜村                        | 五十嵐浜村                        | 五十嵐浜村           | 五十嵐浜村                   | 五十嵐浜村                   | 五十嵐浜村                   | 五十嵐浜村                 | 明治34年11月1日 内野村         | 昭和3年10月1日 町制 内野町 | 内野町                      | 内野町                       | 内野町                     | 内野町                            | 昭和35年1月11日 新潟市に編入 | 新潟市                      | 新潟市                        | 新潟市 |
| 中浜村                            | 中浜村                            | 中浜村               | 中浜村                       | 中浜村                       | 中浜村                       | 五十嵐浜村                 | 明治34年11月1日 内野村         | 昭和3年10月1日 町制 内野町 | 内野町                      | 内野町                       | 内野町                     | 内野町                            | 昭和35年1月11日 新潟市に編入 | 新潟市                      | 新潟市                        | 新潟市 |
| 内野村                            | 内野村                            | 内野村               | 内野村                       | 内野村                       | 内野村                       | 内野村                     | 明治34年11月1日 内野村         | 昭和3年10月1日 町制 内野町 | 内野町                      | 内野町                       | 内野町                     | 内野町                            | 昭和35年1月11日 新潟市に編入 | 新潟市                      | 新潟市                        | 新潟市 |
| 新潟町                            | 新潟町                            | 新潟町               | 明治12年 新潟区              | 明治12年 新潟区              | 明治12年 新潟区              | 新潟市                     | 新潟市                         | 新潟市                     | 新潟市                      | 新潟市                       | 新潟市                     | 新潟市                            | 新潟市                       | 新潟市                      | 新潟市                        | 新潟市 |
| 寄居白山新田村                    | 寄居白山新田村                    | 寄居白山新田村       | 明治12年 新潟区              | 明治12年 新潟区              | 明治12年 新潟区              | 新潟市                     | 新潟市                         | 新潟市                     | 新潟市                      | 新潟市                       | 新潟市                     | 新潟市                            | 新潟市                       | 新潟市                      | 新潟市                        | 新潟市 |
| 関屋村古新田                      | 関屋村古新田                      | 関屋村古新田         | 関屋村古新田                 | 関屋村古新田                 | 関屋村古新田                 | 新潟市                     | 新潟市                         | 新潟市                     | 新潟市                      | 新潟市                       | 新潟市                     | 新潟市                            | 新潟市                       | 新潟市                      | 新潟市                        | 新潟市 |
| 坂井村                            | 坂井村                            | 坂井村               | 坂井村                       | 坂井村                       | 坂井村                       | 上坂井輪村                 | 明治34年11月1日 坂井輪村       | 坂井輪村                   | 坂井輪村                    | 昭和29年11月1日 新潟市に編入 | 新潟市                     | 新潟市                            | 新潟市                       | 新潟市                      | 新潟市                        | 新潟市 |
| 須賀村                            | 須賀村                            | 須賀村               | 須賀村                       | 須賀村                       | 須賀村                       | 上坂井輪村                 | 明治34年11月1日 坂井輪村       | 坂井輪村                   | 坂井輪村                    | 昭和29年11月1日 新潟市に編入 | 新潟市                     | 新潟市                            | 新潟市                       | 新潟市                      | 新潟市                        | 新潟市 |
| 大野郷屋村                        | 大野郷屋村                        | 大野郷屋村           | 大野郷屋村                   | 大野郷屋村                   | 大野郷屋村                   | 上坂井輪村                 | 明治34年11月1日 坂井輪村       | 坂井輪村                   | 坂井輪村                    | 昭和29年11月1日 新潟市に編入 | 新潟市                     | 新潟市                            | 新潟市                       | 新潟市                      | 新潟市                        | 新潟市 |
| 小針村古新田                      | 小針村古新田                      | 小針村古新田         | 小針村古新田                 | 小針村古新田                 | 小針村古新田                 | 下坂井輪村                 | 明治34年11月1日 坂井輪村       | 坂井輪村                   | 坂井輪村                    | 昭和29年11月1日 新潟市に編入 | 新潟市                     | 新潟市                            | 新潟市                       | 新潟市                      | 新潟市                        | 新潟市 |
| 市左衛門郷屋村外新田              | 市左衛門郷屋村外新田              | 市左衛門郷屋村外新田 | 市左衛門郷屋村外新田         | 市左衛門郷屋村外新田         | 市左衛門郷屋村外新田         | 下坂井輪村                 | 明治34年11月1日 坂井輪村       | 坂井輪村                   | 坂井輪村                    | 昭和29年11月1日 新潟市に編入 | 新潟市                     | 新潟市                            | 新潟市                       | 新潟市                      | 新潟市                        | 新潟市 |
| 平島村                            | 平島村                            | 平島村               | 平島村                       | 平島村                       | 平島村                       | 下坂井輪村                 | 明治34年11月1日 坂井輪村       | 坂井輪村                   | 坂井輪村                    | 昭和29年11月1日 新潟市に編入 | 新潟市                     | 新潟市                            | 新潟市                       | 新潟市                      | 新潟市                        | 新潟市 |
| 寺尾村新田                        | 寺尾村新田                        | 寺尾村新田           | 寺尾村新田                   | 寺尾村新田                   | 寺尾村新田                   | 下坂井輪村                 | 明治34年11月1日 坂井輪村       | 坂井輪村                   | 坂井輪村                    | 昭和29年11月1日 新潟市に編入 | 新潟市                     | 新潟市                            | 新潟市                       | 新潟市                      | 新潟市                        | 新潟市 |
| 青山村新田                        | 青山村新田                        | 青山村新田           | 青山村新田                   | 青山村新田                   | 青山村新田                   | 下坂井輪村                 | 明治34年11月1日 坂井輪村       | 坂井輪村                   | 坂井輪村                    | 昭和29年11月1日 新潟市に編入 | 新潟市                     | 新潟市                            | 新潟市                       | 新潟市                      | 新潟市                        | 新潟市 |
| 小新村                            | 小新村                            | 小新村               | 小新村                       | 小新村                       | 小新村                       | 新貝村                     | 明治34年11月1日 坂井輪村       | 坂井輪村                   | 坂井輪村                    | 昭和29年11月1日 新潟市に編入 | 新潟市                     | 新潟市                            | 新潟市                       | 新潟市                      | 新潟市                        | 新潟市 |
| 亀貝村                            | 亀貝村                            | 亀貝村               | 亀貝村                       | 亀貝村                       | 亀貝村                       | 新貝村                     | 明治34年11月1日 坂井輪村       | 坂井輪村                   | 坂井輪村                    | 昭和29年11月1日 新潟市に編入 | 新潟市                     | 新潟市                            | 新潟市                       | 新潟市                      | 新潟市                        | 新潟市 |
| 笠木村                            | 笠木村                            | 笠木村               | 笠木村                       | 笠木村                       | 笠木村                       | 新通村                     | 明治34年11月1日 坂井輪村       | 坂井輪村                   | 坂井輪村                    | 昭和29年11月1日 新潟市に編入 | 新潟市                     | 新潟市                            | 新潟市                       | 新潟市                      | 新潟市                        | 新潟市 |
| 笠木村請                          |                                   | 笠木村               | 笠木村                       | 笠木村                       | 笠木村                       | 新通村                     | 明治34年11月1日 坂井輪村       | 坂井輪村                   | 坂井輪村                    | 昭和29年11月1日 新潟市に編入 | 新潟市                     | 新潟市                            | 新潟市                       | 新潟市                      | 新潟市                        | 新潟市 |
| 高山村                            | 高山村                            | 高山村               | 高山村                       | 高山村                       | 高山村                       | 新通村                     | 明治34年11月1日 坂井輪村       | 坂井輪村                   | 坂井輪村                    | 昭和29年11月1日 新潟市に編入 | 新潟市                     | 新潟市                            | 新潟市                       | 新潟市                      | 新潟市                        | 新潟市 |
| 槙尾村                            | 槙尾村                            | 槙尾村               | 槙尾村                       | 槙尾村                       | 槙尾村                       | 新通村                     | 明治34年11月1日 坂井輪村       | 坂井輪村                   | 坂井輪村                    | 昭和29年11月1日 新潟市に編入 | 新潟市                     | 新潟市                            | 新潟市                       | 新潟市                      | 新潟市                        | 新潟市 |
| 築千坊新田                        | 築千坊新田                        | 築千坊新田           | 築千坊新田                   | 築千坊新田                   | 築千坊新田                   | 新通村                     | 明治34年11月1日 中野小屋村     | 中野小屋村                 | 中野小屋村                  | 中野小屋村                   | 中野小屋村                 | 中野小屋村                        | 中野小屋村                   | 昭和36年6月1日 新潟市に編入 | 新潟市                        | 新潟市 |
| 五十嵐浜村受                      | 五十嵐浜村受                      | 五十嵐浜村受         | 五十嵐浜村受                 | 五十嵐浜村受                 | 五十嵐浜村受                 | 新通村                     | 明治34年11月1日 中野小屋村     | 中野小屋村                 | 中野小屋村                  | 中野小屋村                   | 中野小屋村                 | 中野小屋村                        | 中野小屋村                   | 昭和36年6月1日 新潟市に編入 | 新潟市                        | 新潟市 |
| 丸潟新田                          | 丸潟新田                          | 丸潟新田             | 丸潟新田                     | 丸潟新田                     | 丸潟新田                     | 新通村                     | 明治34年11月1日 中野小屋村     | 中野小屋村                 | 中野小屋村                  | 中野小屋村                   | 中野小屋村                 | 中野小屋村                        | 中野小屋村                   | 昭和36年6月1日 新潟市に編入 | 新潟市                        | 新潟市 |
| 槙尾村受                          | 槙尾村受                          | 槙尾村受             | 槙尾村受                     | 槙尾村受                     | 槙尾村受                     | 新通村                     | 明治34年11月1日 中野小屋村     | 中野小屋村                 | 中野小屋村                  | 中野小屋村                   | 中野小屋村                 | 中野小屋村                        | 中野小屋村                   | 昭和36年6月1日 新潟市に編入 | 新潟市                        | 新潟市 |
| 高山村受                          | 高山村受                          | 高山村受             | 高山村受                     | 高山村受                     | 高山村受                     | 新通村                     | 明治34年11月1日 中野小屋村     | 中野小屋村                 | 中野小屋村                  | 中野小屋村                   | 中野小屋村                 | 中野小屋村                        | 中野小屋村                   | 昭和36年6月1日 新潟市に編入 | 新潟市                        | 新潟市 |
| 向島新田                          | 向島新田                          | 向島新田             | 向島新田                     | 向島新田                     | 向島新田                     | 新通村                     | 明治34年11月1日 中野小屋村     | 中野小屋村                 | 中野小屋村                  | 中野小屋村                   | 中野小屋村                 | 中野小屋村                        | 中野小屋村                   | 昭和36年6月1日 新潟市に編入 | 新潟市                        | 新潟市 |
| 高山村外新田                      | 高山村外新田                      | 高山村外新田         | 高山村外新田                 | 高山村外新田                 | 明治19年 新通村              | 新通村                     | 明治34年11月1日 中野小屋村     | 中野小屋村                 | 中野小屋村                  | 中野小屋村                   | 中野小屋村                 | 中野小屋村                        | 中野小屋村                   | 昭和36年6月1日 新潟市に編入 | 新潟市                        | 新潟市 |
| 新通村古新田                      | 新通村古新田                      | 新通村古新田         | 新通村古新田                 | 新通村古新田                 | 明治19年 新通村              | 新通村                     | 明治34年11月1日 中野小屋村     | 中野小屋村                 | 中野小屋村                  | 中野小屋村                   | 中野小屋村                 | 中野小屋村                        | 中野小屋村                   | 昭和36年6月1日 新潟市に編入 | 新潟市                        | 新潟市 |
| 玄的新田                          | 玄的新田                          | 玄的新田             | 玄的新田                     | 玄的新田                     | 玄的新田                     | 新通村                     | 明治34年11月1日 中野小屋村     | 中野小屋村                 | 中野小屋村                  | 中野小屋村                   | 中野小屋村                 | 中野小屋村                        | 中野小屋村                   | 昭和36年6月1日 新潟市に編入 | 新潟市                        | 新潟市 |
| 坂井村受                          | 坂井村受                          | 坂井村受             | 坂井村受                     | 坂井村受                     | 坂井村受                     | 新通村                     | 明治34年11月1日 中野小屋村     | 中野小屋村                 | 中野小屋村                  | 中野小屋村                   | 中野小屋村                 | 中野小屋村                        | 中野小屋村                   | 昭和36年6月1日 新潟市に編入 | 新潟市                        | 新潟市 |
| 嘉礼木新田                        | 嘉礼木新田                        | 嘉礼木新田           | 嘉礼木新田                   | 嘉礼木新田                   | 嘉礼木新田                   | 新通村                     | 明治34年11月1日 中野小屋村     | 中野小屋村                 | 中野小屋村                  | 中野小屋村                   | 中野小屋村                 | 中野小屋村                        | 中野小屋村                   | 昭和36年6月1日 新潟市に編入 | 新潟市                        | 新潟市 |
| 新通村古新田受                    | 新通村古新田受                    | 新通村古新田受       | 新通村古新田受               | 新通村古新田受               | 新通村古新田受               | 新通村                     | 明治34年11月1日 中野小屋村     | 中野小屋村                 | 中野小屋村                  | 中野小屋村                   | 中野小屋村                 | 中野小屋村                        | 中野小屋村                   | 昭和36年6月1日 新潟市に編入 | 新潟市                        | 新潟市 |
| 藤野木村古料                      | 藤野木村古料                      | 藤野木村             | 藤野木村                     | 藤野木村                     | 藤野木村                     | 河西村                     | 明治34年11月1日 中野小屋村     | 中野小屋村                 | 中野小屋村                  | 中野小屋村                   | 中野小屋村                 | 中野小屋村                        | 中野小屋村                   | 昭和36年6月1日 新潟市に編入 | 新潟市                        | 新潟市 |
| 藤野木村新料                      |                                   | 藤野木村             | 藤野木村                     | 藤野木村                     | 藤野木村                     | 河西村                     | 明治34年11月1日 中野小屋村     | 中野小屋村                 | 中野小屋村                  | 中野小屋村                   | 中野小屋村                 | 中野小屋村                        | 中野小屋村                   | 昭和36年6月1日 新潟市に編入 | 新潟市                        | 新潟市 |
| 小瀬村                            | 小瀬村                            | 小瀬村               | 小瀬村                       | 小瀬村                       | 小瀬村                       | 河西村                     | 明治34年11月1日 中野小屋村     | 中野小屋村                 | 中野小屋村                  | 中野小屋村                   | 中野小屋村                 | 中野小屋村                        | 中野小屋村                   | 昭和36年6月1日 新潟市に編入 | 新潟市                        | 新潟市 |
| 道河原村                          | 道河原村                          | 道河原村             | 道河原村                     | 道河原村                     | 道河原村                     | 河西村                     | 明治34年11月1日 中野小屋村     | 中野小屋村                 | 中野小屋村                  | 中野小屋村                   | 中野小屋村                 | 中野小屋村                        | 中野小屋村                   | 昭和36年6月1日 新潟市に編入 | 新潟市                        | 新潟市 |
| 金巻新田                          | 金巻新田                          | 金巻新田             | 金巻新田                     | 金巻新田                     | 金巻新田                     | 河西村                     | 明治34年11月1日 中野小屋村     | 中野小屋村                 | 中野小屋村                  | 中野小屋村                   | 中野小屋村                 | 中野小屋村                        | 中野小屋村                   | 昭和36年6月1日 新潟市に編入 | 新潟市                        | 新潟市 |
| 田島村                            | 田島村                            | 田島村               | 田島村                       | 田島村                       | 田島村                       | 河西村                     | 明治34年11月1日 中野小屋村     | 中野小屋村                 | 中野小屋村                  | 中野小屋村                   | 中野小屋村                 | 中野小屋村                        | 中野小屋村                   | 昭和36年6月1日 新潟市に編入 | 新潟市                        | 新潟市 |
| 泉村                              | 泉村                              | 泉村                 | 明治12年 改称 下泉村         | 明治12年 改称 下泉村         | 明治12年 改称 下泉村         | 河西村                     | 明治34年11月1日 中野小屋村     | 中野小屋村                 | 中野小屋村                  | 中野小屋村                   | 中野小屋村                 | 中野小屋村                        | 中野小屋村                   | 昭和36年6月1日 新潟市に編入 | 新潟市                        | 新潟市 |
| 曽和新田                          | 曽和新田                          | 曽和新田             | 曽和新田                     | 曽和新田                     | 曽和新田                     | 河西村                     | 明治34年11月1日 中野小屋村     | 中野小屋村                 | 中野小屋村                  | 中野小屋村                   | 中野小屋村                 | 中野小屋村                        | 中野小屋村                   | 昭和36年6月1日 新潟市に編入 | 新潟市                        | 新潟市 |
| 兵左衛門新田                      | 兵左衛門新田                      | 兵左衛門新田         | 兵左衛門新田                 | 兵左衛門新田                 | 明治19年 早潟村              | 河西村                     | 明治34年11月1日 中野小屋村     | 中野小屋村                 | 中野小屋村                  | 中野小屋村                   | 中野小屋村                 | 中野小屋村                        | 中野小屋村                   | 昭和36年6月1日 新潟市に編入 | 新潟市                        | 新潟市 |
| 清左衛門新田                      | 清左衛門新田                      | 清左衛門新田         | 清左衛門新田                 | 清左衛門新田                 | 明治19年 早潟村              | 河西村                     | 明治34年11月1日 中野小屋村     | 中野小屋村                 | 中野小屋村                  | 中野小屋村                   | 中野小屋村                 | 中野小屋村                        | 中野小屋村                   | 昭和36年6月1日 新潟市に編入 | 新潟市                        | 新潟市 |
| 田巻新田                          | 田巻新田                          | 田巻新田             | 田巻新田                     | 田巻新田                     | 明治19年 早潟村              | 河西村                     | 明治34年11月1日 中野小屋村     | 中野小屋村                 | 中野小屋村                  | 中野小屋村                   | 中野小屋村                 | 中野小屋村                        | 中野小屋村                   | 昭和36年6月1日 新潟市に編入 | 新潟市                        | 新潟市 |
| 小見郷屋村受                      | 小見郷屋村受                      | 小見郷屋村受         | 明治12年 改称 碇下新田       | 明治12年 改称 碇下新田       | 明治19年 早潟村              | 河西村                     | 明治34年11月1日 中野小屋村     | 中野小屋村                 | 中野小屋村                  | 中野小屋村                   | 中野小屋村                 | 中野小屋村                        | 中野小屋村                   | 昭和36年6月1日 新潟市に編入 | 新潟市                        | 新潟市 |
| 勘助郷屋村                        | 勘助郷屋村                        | 勘助郷屋村           | 勘助郷屋村                   | 勘助郷屋村                   | 勘助郷屋村                   | 河西村                     | 明治34年11月1日 中野小屋村     | 中野小屋村                 | 中野小屋村                  | 中野小屋村                   | 中野小屋村                 | 中野小屋村                        | 中野小屋村                   | 昭和36年6月1日 新潟市に編入 | 新潟市                        | 新潟市 |
| 小見郷屋村                        | 小見郷屋村                        | 小見郷屋村           | 小見郷屋村                   | 小見郷屋村                   | 小見郷屋村                   | 河西村                     | 明治34年11月1日 中野小屋村     | 中野小屋村                 | 中野小屋村                  | 中野小屋村                   | 中野小屋村                 | 中野小屋村                        | 中野小屋村                   | 昭和36年6月1日 新潟市に編入 | 新潟市                        | 新潟市 |
| 明田村                            | 明田村                            | 明田村               | 明田村                       | 明田村                       | 明田村                       | 中野小屋村                 | 明治34年11月1日 中野小屋村     | 中野小屋村                 | 中野小屋村                  | 中野小屋村                   | 中野小屋村                 | 中野小屋村                        | 中野小屋村                   | 昭和36年6月1日 新潟市に編入 | 新潟市                        | 新潟市 |
| 保古野木村                        | 保古野木村                        | 保古野木村           | 保古野木村                   | 保古野木村                   | 保古野木村                   | 中野小屋村                 | 明治34年11月1日 中野小屋村     | 中野小屋村                 | 中野小屋村                  | 中野小屋村                   | 中野小屋村                 | 中野小屋村                        | 中野小屋村                   | 昭和36年6月1日 新潟市に編入 | 新潟市                        | 新潟市 |
| 前野外新田                        | 前野外新田                        | 前野外新田           | 前野外新田                   | 前野外新田                   | 前野外新田                   | 中野小屋村                 | 明治34年11月1日 中野小屋村     | 中野小屋村                 | 中野小屋村                  | 中野小屋村                   | 中野小屋村                 | 中野小屋村                        | 中野小屋村                   | 昭和36年6月1日 新潟市に編入 | 新潟市                        | 新潟市 |
| 中野小屋村                        | 中野小屋村                        | 中野小屋村           | 中野小屋村                   | 中野小屋村                   | 中野小屋村                   | 中野小屋村                 | 明治34年11月1日 中野小屋村     | 中野小屋村                 | 中野小屋村                  | 中野小屋村                   | 中野小屋村                 | 中野小屋村                        | 中野小屋村                   | 昭和36年6月1日 新潟市に編入 | 新潟市                        | 新潟市 |
| 大友村                            | 大友村                            | 大友村               | 大友村                       | 大友村                       | 大友村                       | 中野小屋村                 | 明治34年11月1日 中野小屋村     | 中野小屋村                 | 中野小屋村                  | 中野小屋村                   | 中野小屋村                 | 中野小屋村                        | 中野小屋村                   | 昭和36年6月1日 新潟市に編入 | 新潟市                        | 新潟市 |
| 大潟田潟植出場                    | ［字田潟］                        | 大潟田潟植出場       | 大潟田潟植出場               | 大潟田潟植出場               | 大潟田潟植出場               | 中野小屋村                 | 明治34年11月1日 中野小屋村     | 中野小屋村                 | 中野小屋村                  | 中野小屋村                   | 中野小屋村                 | 中野小屋村                        | 中野小屋村                   | 昭和36年6月1日 新潟市に編入 | 新潟市                        | 新潟市 |
| 大潟田潟植出場                    | ［字大潟］                        | 大潟田潟植出場       | 大潟田潟植出場               | 大潟田潟植出場               | 大潟田潟植出場               | 木場村                     | 明治34年11月1日 黒埼村         | 黒埼村                     | 黒埼村                      | 黒埼村                       | 黒埼村                     | 黒埼村                            | 黒埼村                       | 昭和48年2月1日 町制 黒埼町  | 平成13年1月1日 新潟市に編入   | 新潟市 |
| 木場村受                          | 木場村受                          | 木場村受             | 木場村受                     | 木場村受                     | 木場村受                     | 木場村                     | 明治34年11月1日 黒埼村         | 黒埼村                     | 黒埼村                      | 黒埼村                       | 黒埼村                     | 黒埼村                            | 黒埼村                       | 昭和48年2月1日 町制 黒埼町  | 平成13年1月1日 新潟市に編入   | 新潟市 |
| 木場村                            | 木場村                            | 木場村               | 木場村                       | 木場村                       | 木場村                       | 木場村                     | 明治34年11月1日 黒埼村         | 黒埼村                     | 黒埼村                      | 黒埼村                       | 黒埼村                     | 黒埼村                            | 黒埼村                       | 昭和48年2月1日 町制 黒埼町  | 平成13年1月1日 新潟市に編入   | 新潟市 |
| 金巻村                            | 金巻村                            | 金巻村               | 金巻村                       | 金巻村                       | 金巻村                       | 金巻村                     | 明治34年11月1日 黒埼村         | 黒埼村                     | 黒埼村                      | 黒埼村                       | 黒埼村                     | 黒埼村                            | 黒埼村                       | 昭和48年2月1日 町制 黒埼町  | 平成13年1月1日 新潟市に編入   | 新潟市 |
| 北場村                            | 北場村                            | 北場村               | 北場村                       | 北場村                       | 北場村                       | 黒鳥村                     | 明治34年11月1日 黒埼村         | 黒埼村                     | 黒埼村                      | 黒埼村                       | 黒埼村                     | 黒埼村                            | 黒埼村                       | 昭和48年2月1日 町制 黒埼町  | 平成13年1月1日 新潟市に編入   | 新潟市 |
| 黒鳥村                            | 黒鳥村                            | 黒鳥村               | 黒鳥村                       | 黒鳥村                       | 黒鳥村                       | 黒鳥村                     | 明治34年11月1日 黒埼村         | 黒埼村                     | 黒埼村                      | 黒埼村                       | 黒埼村                     | 黒埼村                            | 黒埼村                       | 昭和48年2月1日 町制 黒埼町  | 平成13年1月1日 新潟市に編入   | 新潟市 |
|                                   |                                   |                      | 明治12年 起立 小平方分       | 明治12年 起立 小平方分       | 明治12年 起立 小平方分       | 鳥原村                     | 明治34年11月1日 黒埼村         | 黒埼村                     | 黒埼村                      | 黒埼村                       | 黒埼村                     | 黒埼村                            | 黒埼村                       | 昭和48年2月1日 町制 黒埼町  | 平成13年1月1日 新潟市に編入   | 新潟市 |
| 鳥原新田                          | 鳥原新田                          | 鳥原新田             | 鳥原新田                     | 鳥原新田                     | 鳥原新田                     | 鳥原村                     | 明治34年11月1日 黒埼村         | 黒埼村                     | 黒埼村                      | 黒埼村                       | 黒埼村                     | 黒埼村                            | 黒埼村                       | 昭和48年2月1日 町制 黒埼町  | 平成13年1月1日 新潟市に編入   | 新潟市 |
| 鳥原村                            | 鳥原村                            | 鳥原村               | 鳥原村                       | 鳥原村                       | 鳥原村                       | 鳥原村                     | 明治34年11月1日 黒埼村         | 黒埼村                     | 黒埼村                      | 黒埼村                       | 黒埼村                     | 黒埼村                            | 黒埼村                       | 昭和48年2月1日 町制 黒埼町  | 平成13年1月1日 新潟市に編入   | 新潟市 |
| 鳥原村                            | 鳥原村                            | 鳥原村               | 明治12年 起立 寺地村         |                              |                              | 鳥原村                     | 明治34年11月1日 黒埼村         | 黒埼村                     | 黒埼村                      | 黒埼村                       | 黒埼村                     | 黒埼村                            | 黒埼村                       | 昭和48年2月1日 町制 黒埼町  | 平成13年1月1日 新潟市に編入   | 新潟市 |
| 立仏村                            | 立仏村                            | 立仏村               | 立仏村                       | 立仏村                       | 立仏村                       | 鳥原村                     | 明治34年11月1日 黒埼村         | 黒埼村                     | 黒埼村                      | 黒埼村                       | 黒埼村                     | 黒埼村                            | 黒埼村                       | 昭和48年2月1日 町制 黒埼町  | 平成13年1月1日 新潟市に編入   | 新潟市 |
| 板井村                            | 板井村                            | 板井村               | 板井村                       | 板井村                       | 板井村                       | 板井村                     | 明治34年11月1日 黒埼村         | 黒埼村                     | 黒埼村                      | 黒埼村                       | 黒埼村                     | 黒埼村                            | 黒埼村                       | 昭和48年2月1日 町制 黒埼町  | 平成13年1月1日 新潟市に編入   | 新潟市 |
| 中蒲原郡合子ヶ作村                | 中蒲原郡合子ヶ作村                | 中蒲原郡合子ヶ作村   | 中蒲原郡合子ヶ作村           | 中蒲原郡合子ヶ作村           | 中蒲原郡合子ヶ作村           | 中蒲原郡 曽野木村          | 中蒲原郡曽野木村               | 中蒲原郡曽野木村           | 昭和23年7月1日 黒埼村に編入 | 黒埼村                       | 黒埼村                     | 黒埼村                            | 黒埼村                       | 昭和48年2月1日 町制 黒埼町  | 平成13年1月1日 新潟市に編入   | 新潟市 |
| 中蒲原郡西楚川新田                | 中蒲原郡西楚川新田                | 中蒲原郡西楚川新田   | 中蒲原郡西楚川新田           | 中蒲原郡西楚川新田           | 中蒲原郡西楚川新田           | 中蒲原郡 曽野木村          | 中蒲原郡曽野木村               | 中蒲原郡曽野木村           | 昭和23年7月1日 黒埼村に編入 | 黒埼村                       | 黒埼村                     | 黒埼村                            | 黒埼村                       | 昭和48年2月1日 町制 黒埼町  | 平成13年1月1日 新潟市に編入   | 新潟市 |
| 中蒲原郡松橋村の一部 （枝郷居宿） | 中蒲原郡松橋村の一部 （枝郷居宿） | 明治10年 天麟村      | 明治12年 居宿村              | 明治12年 居宿村              | 明治12年 居宿村              | 七穂村                     | 明治34年11月1日 味方村         | 味方村                     | 味方村                      | 味方村                       | 味方村                     | 味方村                            | 味方村                       | 味方村                      | 平成17年3月21日 新潟市に編入  | 新潟市 |
| 山王興野村                        | 山王興野村                        | 明治10年 天麟村      | 明治12年 山王村              | 明治12年 山王村              | 明治12年 山王村              | 七穂村                     | 明治34年11月1日 味方村         | 味方村                     | 味方村                      | 味方村                       | 味方村                     | 味方村                            | 味方村                       | 味方村                      | 平成17年3月21日 新潟市に編入  | 新潟市 |
| 山王新田                          | 山王新田                          | 明治10年 天麟村      | 明治12年 山王新田            | 明治12年 山王新田            | 明治12年 山王新田            | 七穂村                     | 明治34年11月1日 味方村         | 味方村                     | 味方村                      | 味方村                       | 味方村                     | 味方村                            | 味方村                       | 味方村                      | 平成17年3月21日 新潟市に編入  | 新潟市 |
| 大倉興野村                        | 大倉興野村                        | 明治10年 天麟村      | 明治12年 大倉村              | 明治12年 大倉村              | 明治12年 大倉村              | 七穂村                     | 明治34年11月1日 味方村         | 味方村                     | 味方村                      | 味方村                       | 味方村                     | 味方村                            | 味方村                       | 味方村                      | 平成17年3月21日 新潟市に編入  | 新潟市 |
| 大倉新田                          | 大倉新田                          | 明治10年 天麟村      | 明治12年 大倉新田            | 明治12年 大倉新田            | 明治12年 大倉新田            | 七穂村                     | 明治34年11月1日 味方村         | 味方村                     | 味方村                      | 味方村                       | 味方村                     | 味方村                            | 味方村                       | 味方村                      | 平成17年3月21日 新潟市に編入  | 新潟市 |
| 吉江村                            | 吉江村                            | 吉江村               | 吉江村                       | 吉江村                       | 吉江村                       | 七穂村                     | 明治34年11月1日 味方村         | 味方村                     | 味方村                      | 味方村                       | 味方村                     | 味方村                            | 味方村                       | 味方村                      | 平成17年3月21日 新潟市に編入  | 新潟市 |
| 吉田新田                          | 吉田新田                          | 吉田新田             | 吉田新田                     | 吉田新田                     | 吉田新田                     | 七穂村                     | 明治34年11月1日 味方村         | 味方村                     | 味方村                      | 味方村                       | 味方村                     | 味方村                            | 味方村                       | 味方村                      | 平成17年3月21日 新潟市に編入  | 新潟市 |
| 味方村                            | 味方村                            | 味方村               | 味方村                       | 味方村                       | 明治18年 味方村              | 味方村                     | 明治34年11月1日 味方村         | 味方村                     | 味方村                      | 味方村                       | 味方村                     | 味方村                            | 味方村                       | 味方村                      | 平成17年3月21日 新潟市に編入  | 新潟市 |
| 味方新田                          | 味方新田                          | 味方新田             | 味方新田                     | 味方新田                     | 明治18年 味方村              | 味方村                     | 明治34年11月1日 味方村         | 味方村                     | 味方村                      | 味方村                       | 味方村                     | 味方村                            | 味方村                       | 味方村                      | 平成17年3月21日 新潟市に編入  | 新潟市 |
| 白根村                            | 白根村                            | 白根村               | 白根村                       | 白根村                       | 白根村                       | 白根村                     | 明治34年11月1日 味方村         | 味方村                     | 味方村                      | 味方村                       | 味方村                     | 味方村                            | 味方村                       | 味方村                      | 平成17年3月21日 新潟市に編入  | 新潟市 |
| 大別当村                          | 大別当村                          | 大別当村             | 大別当村                     | 大別当村                     | 大別当村                     | 秋津村                     | 明治39年4月1日 月潟村          | 月潟村                     | 月潟村                      | 月潟村                       | 月潟村                     | 月潟村                            | 月潟村                       | 月潟村                      | 平成17年3月21日 新潟市に編入  | 新潟市 |
| 月潟村                            | 月潟村                            | 月潟村               | 月潟村                       | 月潟村                       | 月潟村                       | 秋津村                     | 明治39年4月1日 月潟村          | 月潟村                     | 月潟村                      | 月潟村                       | 月潟村                     | 月潟村                            | 月潟村                       | 月潟村                      | 平成17年3月21日 新潟市に編入  | 新潟市 |
| 西萱場村                          | 西萱場村                          | 西萱場村             | 西萱場村                     | 西萱場村                     | 西萱場村                     | 秋津村                     | 明治39年4月1日 月潟村          | 月潟村                     | 月潟村                      | 月潟村                       | 月潟村                     | 月潟村                            | 月潟村                       | 月潟村                      | 平成17年3月21日 新潟市に編入  | 新潟市 |
| 上曲通村                          | 上曲通村                          | 上曲通村             | 上曲通村                     | 上曲通村                     | 上曲通村                     | 曲通村                     | 明治39年4月1日 月潟村          | 月潟村                     | 月潟村                      | 月潟村                       | 月潟村                     | 月潟村                            | 月潟村                       | 月潟村                      | 平成17年3月21日 新潟市に編入  | 新潟市 |
| 下曲通村                          | 下曲通村                          | 下曲通村             | 下曲通村                     | 下曲通村                     | 下曲通村                     | 曲通村                     | 明治39年4月1日 月潟村          | 月潟村                     | 月潟村                      | 月潟村                       | 月潟村                     | 月潟村                            | 月潟村                       | 月潟村                      | 平成17年3月21日 新潟市に編入  | 新潟市 |
| 長島村                            | 長島村                            | 長島村               | 明治12年 改称 東長島村       | 明治12年 改称 東長島村       | 明治12年 改称 東長島村       | 中合村                     | 明治39年4月1日 月潟村          | 月潟村                     | 月潟村                      | 月潟村                       | 月潟村                     | 月潟村                            | 月潟村                       | 月潟村                      | 平成17年3月21日 新潟市に編入  | 新潟市 |
| 釣寄村                            | 釣寄村                            | 釣寄村               | 釣寄村                       | 釣寄村                       | 釣寄村                       | 中合村                     | 明治39年4月1日 月潟村          | 月潟村                     | 月潟村                      | 月潟村                       | 月潟村                     | 月潟村                            | 月潟村                       | 月潟村                      | 平成17年3月21日 新潟市に編入  | 新潟市 |
| 釣寄新村                          | 釣寄新村                          | 釣寄新村             | 釣寄新村                     | 釣寄新村                     | 釣寄新村                     | 中合村                     | 明治39年4月1日 月潟村          | 月潟村                     | 月潟村                      | 月潟村                       | 月潟村                     | 月潟村                            | 月潟村                       | 月潟村                      | 平成17年3月21日 新潟市に編入  | 新潟市 |
| 木滑村                            | 木滑村                            | 木滑村               | 木滑村                       | 木滑村                       | 木滑村                       | 中合村                     | 明治39年4月1日 月潟村          | 月潟村                     | 月潟村                      | 月潟村                       | 月潟村                     | 月潟村                            | 月潟村                       | 月潟村                      | 平成17年3月21日 新潟市に編入  | 新潟市 |

## 行政
歴代郡長
| 代 | 氏名 | 就任年月日               | 退任年月日                | 備考                   |
| -- | ---- | ------------------------ | ------------------------- | ---------------------- |
| 1  |      | 明治12年（1879年）4月9日 |                           |                        |
|    |      |                          | 大正15年（1926年）6月30日 | 郡役所廃止により、廃官 |